# Hispanos
Hispano o hispánico se refiere a los pueblos, personas y culturas de influencia u origen español. [cita requerida]
Hispania es el nombre que dieron los romanos a la península ibérica durante el periodo en que la dominaron, entre el siglo III a. C. y el siglo V d. C. Cuando España se extiende y forma el Imperio español, a partir de 1492, somete a los pueblos nativos del Nuevo Mundo para que abandonen algunas de sus tradiciones y adquieran las hispanas. Luego de la colonización, la cultura y la etnia española entran en proceso de transformación y se mezclan entre los diferentes pueblos de América, formando una variedad que se engloba en la cultura hispana, incluyendo formas de hablar basadas en el original español medieval que dio origen al moderno idioma español, grupos de personas que proceden del mestizaje, tradiciones que incluyen las creencias, la música, la comida y las costumbres en las que tiene un papel central la lengua española.
El término se usa en EE. UU. para referirse a personas de origen hispanoamericano, frecuentemente inmigrantes de primera, segunda o tercera generación. También se usa el adjetivo «latino» (en inglés: Latin American) para incluir personas procedentes de países cuyo idioma no es el español, como es el caso de Brasil o Haití.
El adjetivo «hispano» es similar al de «hispánico». Sin embargo, aunque el primero se refiere originalmente al gentilicio de los habitantes de Hispania y sinónimo de español, a veces es usado en América como la versión abreviada del término «hispanoamericano» y por tanto, en ese contexto, puede referirse solo a los países hispanohablantes del continente americano. No obstante, en las producciones audiovisuales entre España y otros países hace referencia al país de la Península Ibérica: producción hispano-argentina (española y argentina). El término «hispánico» es más amplio y se refiere a los pueblos y culturas de influencia u origen español de todo el mundo, desde España hasta Filipinas, pasando por América. Por ejemplo, la filología hispánica es la rama de la filología que estudia la lengua y literatura españolas y de otros países hispanohablantes.
Ambos términos derivan de la palabra «Hispania», que era como los fenicios se referían a la península ibérica («Ophioússa» para los griegos). Posteriormente los romanos usaron el mismo término para referirse a la división político-administrativa de su imperio que abarcaba casi toda la península. Desde la Edad Media empezó a usarse el término «españoles» para referirse a todos los reinos cristianos peninsulares. Por ejemplo, Jaime I de Aragón en sus crónicas del siglo XIII se refiere a sus conquistas para la «mayor gloria de España», o durante un concilio en Francia para una nueva cruzada, al no aceptarse su propuesta de hacerla inmediatamente, declara: «Barones, ya podemos marcharnos: hoy a lo menos hemos dejado bien puesto el honor de España». Esta denominación queda en desuso en Portugal tras la segunda independencia en 1640, y continúa para España.
Los términos «hispano» e «hispánico» son derivación de «Hispania» el nombre que dieron fenicios y romanos a la península ibérica. Según las definiciones del término «hispano/a» que da la Real Academia Española, se refiere tanto a los habitantes de la antigua Hispania romana (habitantes de la península ibérica) y sinónimo actual de español/a como a los ciudadanos de las naciones de Hispanoamérica, entre las que se incluyen España y los países hispanohablantes de América, África y Asia, así como los habitantes de Estados Unidos que sean originarios de alguno de estos países. El término «hispanoamericano» viene a significar lo mismo en sus distintas definiciones, ya que agrupa a españoles y americanos de países de Hispanoamérica. A su vez existe el término  «Hispanoáfrica» e «Hispanoasia» con sus respectivos gentilicios «hispanoafricano» e «hispanoasiático».
En Hispanoamérica, el término «hispano» es usado con muy poca frecuencia hoy, mientras que «hispánico» se usa solo para referirse a España, a la herencia cultural española en la región, o en asuntos propios de la historia o literatura española. En Estados Unidos, sin embargo, «hispano» («Hispanic», en inglés) se ha vuelto un término de uso común.
Por razones relacionadas con la historia regional de los dos últimos siglos, aunque el término «hispanoamericano» no es desconocido en Hispanoamérica, es mucho más frecuente el uso del término «latino» o «latinoamericano», que además de países donde el español es lengua mayoritaria incluye a otros con otras lenguas herederas del latín vulgar, como Brasil (portugués) y Haití (francés), así como las distintas dependencias de Francia en América (Guadalupe, Guayana Francesa, Martinica, San Bartolomé y San Martín).
Al respecto, valga aclarar que los dos primeros usos de la expresíon «América Latina» se dieron entre 1856 y 1857. El primero, en el discurso «Iniciativa de la América», del chileno Francisco Bilbao, y el segundo en el poema «Las dos Américas», del colombiano José María Torres Caicedo. Ambos consideraban que una unión de las democracias de la región era imprescindible para enfrentar tanto nuevas invasiones por parte de Estados Unidos (ambos autores mencionan la Intervención estadounidense en México y la expedición de William Walker a Centroamérica), así como la amenaza del ejemplo que ponía Europa luego del regreso de la monarquía y el abandono de la diplomacia. Más tarde, en «Emancipación del espíritu de América», Bilbao llevaría aún más lejos dichas ideas al hablar también de la necesidad de la «emancipación intelectual» de los países suramericanos de las teorías e ideas europeas, luego de observar que Francia usaba la idea de una «raza latina» de Michel Chevalier como pretexto para sus proyectos imperialistas en México en 1862.

## Usos del vocablo hispano

### En España e Iberoamérica
El término hispano hacía referencia desde la Antigua Roma a los habitantes de la península ibérica, siendo esta la denominación más habitual en la bibliografía histórica.
Hispanoamérica fue parte integrante de los dominios del rey de España, bajo la denominación de Las Indias.
Una vez producida la desintegración en los diferentes nuevos Estados de las Indias, este continuó siendo el nombre utilizado para definir los territorios y su gente, posteriormente surgieron los términos Hispanoamérica y América Latina. Este término fue usado por primera vez en 1856 por el chileno Francisco Bilbao y el colombiano José María Torres Caicedo para pedir la unión de los países latinoamericanos luego de la invasión estadounidense durante la Intervención estadounidense en México (1846-1848) y la expedición de William Walker a Nicaragua, donde este pretendió reintroducir la esclavitud, ya abolida en Centroamérica, e instaurar una colonia que hablara en inglés.
Aún hoy, el término "Hispanoamérica" es más usado entre los españoles, mientras que el término "Latinoamérica" o "América Latina" es de uso mucho más común entre los países hispanoamericanos, aunque ambos términos no son sinónimos:
- Se conoce como Hispanoamérica al conjunto de países americanos que, en el momento de su independencia, formaban parte de la antigua monarquía hispánica, pues el idioma español tuvo una gran influencia incluso en países donde la mayoría de la población se identifica con los grupos indígenas de América (los casos más notable son en Bolivia, Ecuador, Guatemala, México o Perú).
- Un término relacionado es Iberoamérica, que incluye también a Brasil, por ser el portugués la lengua del otro gran imperio controlado desde la península ibérica: el Imperio portugués (en ocasiones, según el Diccionario Panhispánico de Dudas, puede incluir asimismo a España y Portugal, aunque ese uso sea menos frecuente).[4]
- El término Latinoamérica es más amplio aún, pues incluye a todos los países americanos cuya lengua mayoritaria es alguna de las lenguas romances (o "lenguas de los romanos", por basarse en los diferentes dialectos del latín vulgar, que evolucionaron de forma distinta en cada región tras la disolución del imperio romano).[5] Por tanto, Latinoamérica debería incluir a todos los países donde se habla español, portugués y francés. Así que, además de todos los países iberoamericanos, el término Latinoamérica puede incluir también a Haití, a la provincia canadiense de Quebec, cuya lengua oficial es el francés, y a diferentes dependencias de Francia en América, como los departamentos y colectividades de ultramar: Guadalupe, Guayana Francesa, Martinica, San Bartolomé, San Martín y San Pedro y Miquelón.

### En Estados Unidos
A partir de 1970, el censo utiliza en Estados Unidos la palabra "hispanic" para cualquier persona de ascendencia cubana, mexicana, puertorriqueña, suramericana o centroamericana, o que haga parte de cualquier otra cultura hispana, o tenga ancestros que provengan de cualquier cultura hispana, con independencia de la raza ("a person of Cuban, Mexican, Puerto Rican, South or Central American, or other Spanish culture or origin regardless of race"). La guía del censo también aclara que los hispanos pueden ser de cualquier raza, cualquier ascendencia y cualquier etnicidad, pues sólo se da importancia a la identificación con la cultura hispana. Por eso es posible ser hispano sin hablar español y este caso, es particularmente común entre los descendientes de inmigrantes hispanoamericanos y españoles de segunda y tercera generación.
Así, en Estados Unidos, para el caso de los inmigrantes, un cubano de origen español, un argentino de origen alemán, un uruguayo de origen italiano, un mexicano mestizo o indígena, un boliviano de origen amerindio o mestizo o incluso un mismo español -nacido en España- serían todos ellos «hispanos», pues su cultura es de origen español o hispanoamericano. Mientras que para los ciudadanos estadounidenses de origen familiar hispano, lo más importante es la autoidentificación con las raíces de sangre o culturales familiares, sin importar el idioma que hablen.
También se usa el término "latino" como abreviación de "latinoamericano". Sin embargo, ninguno de ambos términos se aplica siempre de forma correcta, pues es frecuente que, por ejemplo, se aplique a un brasileño el término de "hispano", o a un ciudadano español el de "latino".

### En África
En África, el término «hispanoafricano» se usa para describir la literatura de los países de Hispanoáfrica; su uso no es tan común como su contraparte americana.

## Población hispana en el mundo
La tabla contiene la población de los países con el idioma español oficial o de facto, con filas de color más oscuras, y en filas con fondo blanco, contiene solo la población que es posible considerar de hispanos dentro de países donde el idioma español no es oficial, compuesta por emigrantes de países de predominante habla española, y en algunos casos (Estados Unidos, Francia, Italia, Alemania, Brasil, Canadá o Australia), también se contabilizan hijos de emigrantes (segunda generación), a los que se le presupone algún lazo con la cultura hispana (lengua española, religión católica u otros aspectos culturales). El caso de Filipinas corresponde a la escasa pervivencia de la lengua española desde los tiempos imperiales.
| Países                | Población                 | PIB nom 2024 en mill. $           | Superficie en km² |
| --------------------- | ------------------------- | --------------------------------- | ----------------- |
| México                | 132 274 416               | 2 017 025                         | 1 973 375         |
| EE. UU.               | 65 140 277 (de 335 mill.) | 4 100 000 (de 27 720 725 en 2023) | 9 147 593         |
| Colombia              | 53 110 609                | 386 076                           | 1 141 748         |
| España                | 49 153 849                | 1 647 114                         | 505 992           |
| Argentina             | 47 473 760                | 604 260                           | 2 780 400         |
| Perú                  | 34 102 668                | 282 458                           | 1 285 216         |
| Venezuela             | 32 605 423                | 102 328                           | 916 445           |
| Chile                 | 20 086 377                | 333 760                           | 756 102           |
| Ecuador               | 17 893 324                | 121 592                           | 256 369           |
| Guatemala             | 17 843 132                | 110 035                           | 108 889           |
| Bolivia               | 12 332 252                | 49 334                            | 1 098 581         |
| Cuba                  | 11 089 511                | 147 193 (2022)                    | 109 886           |
| República Dominicana  | 10 795 677                | 127 356                           | 48 671            |
| Honduras              | 9 892 632                 | 37 355                            | 112 492           |
| Paraguay              | 7 656 215                 | 45 817                            | 406 752           |
| El Salvador           | 6 581 940                 | 35 333                            | 35 333            |
| Nicaragua             | 6 733 763                 | 18 829                            | 130 373           |
| Costa Rica            | 5 262 374                 | 96 058                            | 51 100            |
| Panamá                | 4 278 500                 | 87 347                            | 75 517            |
| Uruguay               | 3 543 026                 | 82 605                            | 176 215           |
| Puerto Rico           | 3 285 874                 | 117 763                           | 13 792            |
| Brasil                | 1 554 744 (de 203 mill.)  |                                   |                   |
| Guinea Ecuatorial     | 1 320 401                 | 10 708                            | 28 051            |
| Francia               | 938 870 (de 67,4 mill.)   |                                   |                   |
| Canadá                | 732 110 (de 34,4 mill.)   |                                   |                   |
| Italia                | 542 858 (de 60,5 mill.)   |                                   |                   |
| Alemania              | 525 337 (de 83,2 mill.)   |                                   |                   |
| Filipinas             | 461 689 (de 110 mill.)    |                                   |                   |
| Australia             | 447 175 (de 25,6 mill.)   |                                   |                   |
| Belice                | 270 160 (de 430 191)      |                                   |                   |
| Reino Unido           | 253 003 (de 67,1 mill.)   |                                   |                   |
| Suiza                 | 208 048 (de 8,6 mill.)    |                                   |                   |
| Argelia               | 175 000 (de 43,4 mill.)   |                                   |                   |
| Antillas Neerlandesas | 140 670 (de 227 000)      |                                   |                   |
| Israel                | 130 000 (de 9,4 mill.)    |                                   |                   |
| Bélgica               | 108 183 (de 11,6 mill.)   |                                   |                   |
| Japón                 | 108 179 (de 125,4 mill.)  |                                   |                   |
| Aruba                 | 93 500 (de 112 309 )      |                                   |                   |
| Suecia                | 81 797 (de 10,4 mill.)    |                                   |                   |
| Países Bajos          | 87 448 (de 17,6 mill.)    |                                   |                   |
| Trinidad y Tobago     | 62 000 (de 1,4 mill.)     |                                   |                   |
| Andorra               | 44 937 (de 78 015)        |                                   |                   |
| Nueva Zelanda         | 21 645 (de 5,1 mill.)     |                                   |                   |
| Noruega               | 21 187 (de 5,4 mill.)     |                                   |                   |
| TOTAL                 | 561 747 949               | 10 951 789                        | 24 877 905        |

Como referencia, se muestra la comparación a nivel internacional en la siguiente tabla:
| País           | Población     | PIB nom 2024 (mill. $) | Extensión en km² |
| -------------- | ------------- | ---------------------- | ---------------- |
| China          | 1 409 670 000 | 18 532 633             | 9 596 960        |
| Hispanos       | 560 276 209   | 10 051 789             | 24 877 905       |
| Unión Europea  | 448 387 872   | 18 977 627             | 4 324 782        |
| Estados Unidos | 335 893 238   | 28 781 083             | 9 631 418        |
| Japón          | 123 850 000   | 4 110 452              | 377 835          |
| Alemania       | 83 222 442    | 4 591 100              | 357 104          |

## Áreas de influencia hispana en el mundo
| Continente/Región | País/Territorio                                                                      | Idiomas (como lengua materna) | Grupos étnicos | Religión | Imagen | Referencias          |
| --- | ------------------------------------------------------------------------------------ | --- | --- | --- | ------ | -------------------- |
| Europa | España (España peninsular y Baleares)                                                | Oficial: Español Cooficiales en sus comunidades: Catalán, Gallego y Vasco. Otros: Aranés, Valenciano, Aragonés, Asturleonés, portugués oliventino, Extremeño y Fala de xálima. Hablas de transición: eonoviego y cántabro. | Antiguas civilizaciones: Iberos, celtas, fenicios, griegos, judíos sefardíes, romanos, suevos, godos, francos, vándalos, bizantinos, árabes, bereberes, guanches. Contemporáneos: Españoles · británicos · portugueses · franceses · hispanoamericanos · magrebíes · hebreos · gitanos · otras etnias europeas occidentales. | Católica (67.4 %, - 22 % devotos o practicantes), protestante (2 %), ortodoxa (0.4 %), otras iglesias (0.5 %), islámica (3.6 %), judía y otros (0.4 %), ninguna (30 %); Deístas 12 %, ateos 9 %, agnósticos 7.5 %, panteístas 3 % (casi todos de la Nueva Era), gnósticos seculares 1 % (tanto de la Nueva Era o el Humanismo), otros no teístas 1 % (en su mayoría humanistas y apateístas). |        | [ 62 ] [ 63 ] [ 64 ] |
| Europa | Andorra                                                                              | Catalán 38,1 % (Oficial), español 39,7 %, francés y portugués. | Andorranos, españoles, franceses y portugueses. | Católica (88 %), Otros cristianos (2 %), otros (1.1 %), no creyentes (8.9 %). |        | [ 65 ]               |
| Europa | Suiza                                                                                | Alemán (Oficial) 62,2 %, francés (Oficial) 22,9 %, italiano (Oficial) 8 %, romanche (Oficial) 0,5 % y español 2,3 %. | Alemanes, franceses, italianos y españoles. | Católica 37 %, protestante 31 %, Otras iglesias 3 %. Otras religiones (en especial del islam) 6 %, Ninguna 23 %. |        | [ 66 ] [ 67 ]        |
| Europa | Gibraltar Territorio de ultramar del Reino Unido                                     | Inglés (Oficial) 24,5 %, español 75 %, llanito, italiano, portugués, maltés y árabe. | Británicos, españoles, italianos, malteses, portugueses, marroquíes y judíos. | Católica (70.4 %), anglicana (16 %), protestante y otros cristianos (3.1 %), islámica (1.5 %), judía y otras (0.7 %), ninguna (8.3 %). |        | [ 68 ]               |
| América del Norte | México                                                                               | Español 92.7 % (98,5 % en total), náhuatl, maya, otomí, mixteca, purépecha, zapoteco y otras 61 lenguas amerindias. | Mestizo (europeo-amerindio) 46 %, blancos 32 % (principalmente descendientes de españoles, italianos, franceses y portugueses), indígenas 21 % y afromexicanos 2.04 %. | Católica (80.4 %), Otros Cristianos (11 %), Otras confesiones (0.4 %), Ninguna (8.2 %). |        | [ 70 ]               |
| América del Norte | Estados Unidos                                                                       | Inglés 77,5 %, español 13,7 %, otras lenguas europeas 3,9 %. Lenguas de Asia y Oceanía 3,6 %, otros 1,3 % (censo de 2023) (El hawaiano es lengua oficial en Hawái). | Blancos europeos (de origen británico, irlandés, alemán, neerlandés, escandinavo, francés, italiano y español) 58.3 %, latinoamericanos 19,2 %, afroamericanos 14 %, asiáticos 7.2 %, amerindios 1.3 % (nativos de Hawái y entre otros grupos étnicos del Pacífico) (est. 2019). | Protestante (45.5 %), católica (20 %), Otros Cristianos (3.1 %), judía (1.5 %), Otras (4.8 %), Ninguna (24.1 %). |        | [ 72 ] [ 73 ]        |
| América del Norte | Canadá                                                                               | Inglés 56.0 % y francés 20,6 % (Oficiales). Otras lenguas no oficiales 21,1 %: Español 1,6 %, portugués, chino, vietnamita, italiano, alemán, punjabi, cree, inuktitut, ojibwa e inuktitut. | Blancos 82.6 % (principalmente de ascendencia británica, francesa, irlandesa, alemana, escandinava, italiana, portuguesa y española), asiáticos 7.6 %, amerindios 3.3, afro-canadienses 3.1 %, mestizos 1 %, latinoamericanos 2.4 % | Católica (35.6 %), protestante (21.9 %), Otros Cristianos (3 %), Otras religiones (10.8 %), Ninguna (28.7 %). |        | [ 74 ]               |
| América Central | Belice                                                                               | Inglés 5.6 % (Oficial), español 50 %, criollo inglés 37 %, maya 7.8 %, alemán 3.2 %, garifuna 2 %, otros 1.5 %. | Mestizos 44 %, afroamericanos 31 %, amerindios 10.6 %, garifunas 6.1 %, Blancos y Menonitas (de origen alemán y neerlandés) 4.7 % (censo de 2000). | Católica (35 %), protestante (39.3 %), Otros Cristianos (8.6 %), Otras (3.1 %), Ninguna (14 %). |        | [ 75 ]               |
| América Central | Costa Rica                                                                           | Español 97,25 % (Oficial). Inglés, maleku, cabécar, bribri, guaimí y criollo limonense. | Blancos 67 % (principalmente de ascendencia española, italiana, francesa y alemana), mestizos 21.6 %, afroamericanos 3 %, amerindios 2.4 %, asiáticos 1 % e inmigrantes 5 %. | Católica (63 %), Otros Cristianos (23.7 %), Otras confesiones (1.3 %), Ninguna (11 %). |        | [ 76 ]               |
| América Central | El Salvador                                                                          | Español 100 % (Oficial). Náhuatl y lenca salvadoreño (Minoritarios). | Mestizos 87 %, blancos 9 %, amerindios 4 % y afrosalvadoreños 0.13%. | Católica (46.7 %), Otros Cristianos (40 %), Otras confesiones (0.3 %), Ninguna (12.9 %). |        | [ 77 ]               |
| América Central | Guatemala                                                                            | Español 70 % (Oficial). Lenguas amerindias 30 % (23 idiomas indígenas): principalmente K'iche, kakchiquel, q'eqchi, mam, garifuna y xinca (Cooficiales). | Mestizos (conocidos como Ladinos) 52 %, Amerindios 42 % repartidos en 24 grupos mayas (mayormente k'iché, kaqchikel, mam y q'eqchi) y blancos 6 %. | Católica (52 %), Otros Cristianos (37 %), Otras confesiones (1 %), Ninguna (10 %). |        | [ 78 ]               |
| América Central | Honduras                                                                             | Español 97,16 % (Oficial). Lenguas amerindias. | Mestizos 85 %, amerindios 8 %, blancos 5 % y afroamericanos 2 %. | Católica (49.7 %), Otros Cristianos (38.8 %), Otras confesiones (0.5 %), Ninguna (10 %). |        | [ 79 ]               |
| América Central | Nicaragua                                                                            | Español 97.5 % (Oficial). Miskito 1.7 %, otros 0.8 % (censo 1995) (Inglés y otras lenguas de la costa). | Mestizos 69 %, blancos 17 %, afrodescendiente 9 % y amerindios 5 %. | Católica(48 %), Otros Cristianos (39 %), Otras confesiones (0.2 %), Ninguna (12.8 %). |        | [ 80 ]               |
| América Central | Panamá                                                                               | Español 93.1 % (Oficial). Inglés 14 % (afroantillano y bilingüe) y lenguas indígenas. | Mestizos 64 %, afroamericanos 15 %, blancos 11 %, amerindios 6 % y asiáticos 4 %. | Católica (65 %), protestante y Otros cristianos (26 %), Otras confesiones (2 %), Ninguna (7 %). |        | [ 81 ]               |
| América del Sur | Argentina                                                                            | Español 99,4 % en total (Oficial). Quechua y aimara (Cooficiales en la Provincia de Jujuy), guaraní (Cooficial en la Provincia de Corrientes), mapuche (en la Patagonia), entre otras lenguas indígenas. | Blancos 65 % (principalmente de ascendencia española, italiana, francesa, alemana, británica, irlandesa, portuguesa y otros europeos), mestizos 29 %, amerindios (de origen quechua, guaraní, aimara y mapuche principalmente) y otros grupos 6 %. | Católica (68.9 %), protestante y Otros cristianos (12.5 %), judía y Otros (1.6 %), Ninguna (17 %). |        | [ 82 ]               |
| América del Sur | Bolivia                                                                              | Español 60.7 %, quechua 21.2 %, aimara 14.6 %, guaraní 5 % y otras 33 lenguas indígenas 2.4 % (Todas oficiales). | Amerindios 48 %, mestizos 41 % (alrededor de un 10 % son euromestizos), blancos puros 5 % (principalmente descendientes de españoles, portugueses, italianos, franceses y alemanes), afrobolivianos 0,2 %. | Católica (69.8 %), protestante y Otros cristianos (20.4 %), creencias indígenas y Otros (3.4 %), Ninguna (6.4 %). |        | [ 83 ]               |
| América del Sur | Chile (Chile continental)                                                            | Español 99,3 % en total (Oficial de facto). Mapuche, chesungun, rapanui, quechua, aimara y otras lenguas amerindias 4,58%. | Blancos 51 % (principalmente de ascendencia española, croata, alemana, francesa, portuguesa, británica e italiana), mestizos 42 %, amerindios 7 % (mapuche 3,3 %, aimara 1,7 %, otros grupos indígenas 1 % (incluidos rapa nui, quechua, kawesqar y yagán). | Católica (57 %), protestante y Otros Cristianos (16 %), Otros (0.8 %), Ninguna (26.2 %). |        | [ 85 ]               |
| América del Sur | Colombia                                                                             | Español 97,2 % en total (Oficial). Inglés 0,9 %. Wayúu, paez, misak, emberá y demás lenguas amerindias (Todas oficiales). | Mestizos 48,5 %, blancos 37,5 % (principalmente descendientes de españoles, italianos, franceses, alemanes y eslavos), afrodescendiente 10.6 % incluye mulatos (africano y europeo) y zambo (africano e indígena), amerindios 3.4 %, 0.01 % gitanos. Se estima que en Colombia hay una población de 2 500 000 ciudadanos de origen árabe, entre otros grupos étnicos. | Católica (83.8 %), Otros Cristianos (10 %), Otras confesiones (0.2 %), Ninguna (6 %). |        | .                    |
| América del Sur | Ecuador                                                                              | Español 98 % (oficial). Kichwa, shuar, tsafiki y demás lenguas amerindias 2 % (oficiales en sus territorios correspondientes). | Mestizos 64 % (una mayoría castiza con 40,8 %); amerindios 7.9 % (Kichwa y shuar en especial); afroamericanos 10 %(descendientes de esclavos de la Colonia procedentes de Angola, Sudáfrica, Namibia y el Congo); blancos 17.9 % (descendientes de españoles, italianos, croatas, griegos, ingleses, estadounidenses, irlandeses y germano-chilenos principalmente); árabes 4,5 % (libaneses especialmente, también israelíes y jordanos); y otros 1,5 % principalmente asiáticos (chinos y japoneses), y gitanos. | Católica (77.6 %), Otros Cristianos (13 %), Otras confesiones (0.4 %), Ninguna (9 %). |        | [ 88 ]               |
| América del Sur | Paraguay                                                                             | Español 90 % y guaraní 77 % (Oficiales). | Mestizos 54.05 %, blancos (principalmente descendientes de españoles, italianos y alemanes) 45 %, y amerindios de origen guaraní y otros grupos étnicos 2.3 %. | Católica (84.6 %), Otros Cristianos (12 %), Otras confesiones (0.4 %), Ninguna (4 %). |        | [ 89 ]               |
| América del Sur | Perú                                                                                 | Español 74.5 %, quechua 15.8 %, aimara 8.3 % y lenguas amerindias de la Amazonía 1.4 % (Todas oficiales). | Mestizos 60.2 %, amerindios 25.8 %, blancos 5.9 % (principalmente de ascendencia española, italiana, francesa, británica y alemana), negros 3.6 % y asiáticos 1.2 %. | Católica (76.7 %), protestante y otros cristianos (15 %), creencias indígenas y otros (2.1 %), No religiosos (6.2 %). |        | [ 90 ]               |
| América del Sur | Uruguay                                                                              | Español 96.6 % (Oficial). Portugués, francés, italiano y guaraní. | Blancos 79 %, (principalmente de ascendencia española, italiana, portuguesa, francesa, alemana y británica), mestizos 16,6 % y afroamericanos 4,4 %. | Católica (44.7 %), protestante y otras Iglesias (14.5 %), Otros (7.8 %), Ninguna (35 %). |        | [ 91 ]               |
| América del Sur | Venezuela                                                                            | Español 96,48 %, wayúu, warao, pemón y otras lenguas indígenas (Todas oficiales). | blancos 31.3 % (principalmente de ascendencia española, italiana, portuguesa y alemana), mestizos 45,6 % (a veces un gran sector de mulatos/trigueños puede pasar como Blancos o Mestizos), afrodescendiente 22.4 % y amerindios 1.4 %. | Católica (72.4 %), Otros Cristianos (15 %), Otras confesiones (1.7 %), Ninguna (10.9 %). |        | .                    |
| Caribe | Cuba                                                                                 | Español 100 % (Oficial). | Blancos 55.1 % (principalmente descendientes de españoles), mulatos y mestizos 34.8 % y afroamericanos puros 10.1 % (censo de 2012). | Católica 50 %, Cristianos no-católicos 9 %, santería, judía y otros (21 %), Ninguna (20 %). |        | [ 93 ]               |
| Caribe | República Dominicana                                                                 | Español 98,98 % (Oficial). Francés y criollo haitiano. | Mestizos y mulatos 73 %, blancos 13 % y afroamericanos puros 11 %. | Católica (70.6 %), Otros Cristianos (15.3 %), Otras confesiones (4.1 %), Ninguna (10 %). |        | [ 94 ]               |
| Caribe | Puerto Rico Estado Libre Asociado de los Estados Unidos                              | Español 95.1 % e inglés 20 % (Oficiales). | Blancos 56.2 % (principalmente de ascendencia española, francesa, italiana, alemana y neerlandesa), mestizos (afromestizos) 20 %, afroamericanos puros 6.9 %, asiáticos 0.3 %, amerindios 0.2 %, mixtos 4.4 % y otros 12 % (censo de 2017). | Católica (50 %), protestante y Otras Iglesias (41 %), Otros (1 %), Ninguna (8 %). |        | [ 95 ]               |
| Caribe | Haití                                                                                | Francés y criollo haitiano (Oficiales), español 10 % e inglés. | Afroamericanos (negros y mulatos) 90 %, mestizos y blancos europeos (principalmente de ascendencia francesa y española) 10 %. | Católica (56 %), Otras Iglesias (23 %), vudú y otros 15 %, ninguna 6 %. |        |                      |
| Caribe | Trinidad y Tobago                                                                    | Inglés 94 % (Oficial) y español 6 %. | Afroamericanos (mulatos y negros), pardos (Cocoa panyols), mestizos, blancos europeos (principalmente de ascendencia inglesa, española y francesa) e indígenas de origen Caribes. | Protestante (42.4 %), católica (21.5 %), hinduismo (18 %), islámica (8 %), Otras 7.3 %, Ninguna 2.2 %. |        |                      |
| Caribe | Aruba · País Autónomo de los Países Bajos                                            | Neerlandés 5.8 % y papiamento 66.3 % (Oficiales), español 12.6 % e inglés 7.7 %. | Afroamericanos (mulatos y negros), mestizos, blancos europeos (principalmente de ascendencia neerlandesa y española) e indígenas de origen arahuacos. | Católica (82 %), Protestante (8 %), hinduista, islámica, judía y entre otras creencias. |        |                      |
| Caribe | Bonaire · Dependencia de los Países Bajos                                            | Neerlandés 9 % y papiamento 75 % (Oficiales), español 12 % e inglés 3 %. | Afroamericanos (mulatos y negros), mestizos, blancos europeos (principalmente de ascendencia neerlandesa y española) e indígenas de origen arahuacos. | Católica (59.7 %), protestante y otros cristianos (16.2 %). |        |                      |
| Caribe | Curazao · País Autónomo de los Países Bajos                                          | Neerlandés 8 % y papiamento 81 % (Oficiales), español 6 % e inglés 3 %. | Afroamericanos (mulatos y negros), mestizos, blancos europeos (principalmente de ascendencia neerlandesa y española ) e indígenas de origen arahuacos. | Católica (85 %), protestante otros cristianos (12.2 %) y entre otras creencias (15.2 %). |        |                      |
| Caribe | Islas Vírgenes de los Estados Unidos Territorio no incorporado de los Estados Unidos | Inglés 80 % (Oficial), español 15 %, francés 6,6 % y criollo. | Afroamericanos (mulatos y negros), mestizos, indígenas de origen arahuacos e inmigrantes estadounidenses, puertorriqueños y dominicanos. | Protestante y otros cristianos 67.3 %, católica 27.1 % y otras creencias 1.9 %. Ninguna 3.7 %. |        |                      |
| Caribe | San Andrés y Providencia · Departamento de Colombia                                  | Inglés (mayoritario), español y criollo sanandresano (Oficiales). | Afroamericanos (mulatos y negros) y criollos europeos (principalmente de ascendencia británica, neerlandesa, española y francesa). | Católica, protestante. |        |                      |
| Caribe | San Martín · País Autónomo de los Países Bajos                                       | Neerlandés 8 % e inglés 68 % (Oficiales), español 13 %, papiamento 2 %, francés y otras lenguas 4 %. | Afroamericanos (mulatos y negros), mestizos, blancos europeos (principalmente de ascendencia neerlandesa, española y francesa) e indígenas de origen arahuacos. | Protestante (45 %), católica (29 %), judía (3 %) y entre otras creencias (6.1). Ninguna (6.7 %). |        |                      |
| África | Canarias · Comunidad autónoma de España                                              | Español. | Peninsulares, guanches y magrebíes. | Católica 84 % y otras religiones 1.7 %. Ninguna 12.3 %. |        |                      |
| África | Ceuta · Ciudad autónoma de España                                                    | Español (Oficial), dariya, ladino, haquetía, hindi y hebreo. | Peninsulares, magrebíes, hebreos e hindúes. | Católica, islámica, judía, hinduismo. |        |                      |
| África | Melilla · Ciudad autónoma de España                                                  | Español (Oficial), árabe, tamazight, amazig, hebreo y francés. | Peninsulares, magrebíes, hebreos. | Católica 33 %, islámica 49 %, judía 1 %. |        |                      |
| África | Guinea Ecuatorial                                                                    | Español 67.6 %, francés 32.4 %, portugués, fang, bubi, bioko, annobonés, annobón, balengue, ibo y ndowé (Todas oficiales). Criollo inglés y criollo portugués (censo de 1994). | Negros (Fangs 85.7 %, bubis 6.5 %, mdowes 3.6 %, annobon 1.6 %, bujebas 1.1 % y otros 1.4 %) (censo de 1994) y mulatos (mestizos - africanos y españoles). | Católica 87 %, protestante 1.7 %, islámica 4 %, animismo y otras religiones tradicionales africanas 2 %. Ninguna 5 %. |        | [ 96 ]               |
| África | República Árabe Saharaui Democrática                                                 | Árabe (oficial) y español (Administrativamente reconocido de facto, aunque no constitucionalmente). Francés (De facto). | Árabes, bereberes, judíos y europeos (españoles y franceses principalmente). | Islámica, católica, judía. |        |                      |
| África | Cocobeach Ciudad de Gabón                                                            | Francés y español (Oficiales). Fang y bubi. | Africanos (gaboneses y ecuatoguineanos). | Católica, animismo. |        |                      |
| África | Marruecos                                                                            | Árabe y bereber (Oficiales). Francés y español (360 706 hablantes). | Árabes, bereberes, judíos (sefardíes principalmente), moriscos y europeos (españoles y franceses principalmente). | Islámica (98.91 %), judía (0,2 %), católica y Otros cristianos (1 %). |        |                      |
| África | Moxico Provincia de Angola                                                           | Portugués (Oficial). Español (10 000 hablantes, como consecuencia de la presencia del ejército cubano a finales del siglo XX y de algunos misioneros españoles, en su capital Luena, existen aproximadamente 2000 hispanohablantes). | Africanos (angoleños), europeos (de ascendencia portuguesa y una minoría de misioneros españoles) y latinoamericanos (cubanos). | Católica, animismo. |        |                      |
| África | Provincia de Tinduf Vilayato de Argelia                                              | Árabe y tamazight (Oficiales). Francés (Administrativa) y español (Hablado por los refugiados saharauis, en su capital Tinduf, se estima cerca de unos 2000 refugiados saharauis que son hispanohablantes bilingües). | Árabes (argelinos, saharauis y marroquíes), europeos (franceses y españoles) y bereberes. | Islámica. |        |                      |
| Asia | Filipinas                                                                            | Filipino (Tagalo) e inglés (Oficiales). Español (Al menos 3822 hablantes nativos, 439 000 hablantes con dominio nativo, y hasta más de 3 000 000 de hablantes totales), chabacano (689 000 hablantes), tagalo, cebuano, ilocano, hiligaynon, bicolano, samareño, chino, árabe, japonés, malayo, coreano y algunas lenguas indostánicas. | Austronesios o malayos 94 %, mestizos (europeo-malayo) 3.6 %, chino-filipino 2 %, aetas 0.4 % y blancos europeos (principalmente de ascendencia española). | Católica (69.6 %), protestante (incluida la iglesia filipina independiente) (16.2 %) y otros cristianos (3 %), islámica (3.6 %), budista (1.7 %), Religiones tradicionales (0.2 %), Otras religiones (1.9 %), Ninguna (5 %). |        |                      |
| Asia | Israel                                                                               | Hebreo y árabe (Oficiales). Inglés, ruso, francés, alemán, español (175 231 hablantes), amhárico, yidis, judeoespañol o ladino (100 000 hablantes) y entre otros. | Hebreos, árabes, arameos, caldeos, asquenazíes, sefardíes (670,000) y entre otros. | Judía (74.2 %), islámica (17.8 %), cristianos (2 %): (católica 20 %, protestante y Otros cristianos 25 %, ortodoxa 32 %), drusismo (1,6 %), Ninguna (4 %). |        |                      |
| Asia | Turquía                                                                              | Turco (Oficial). Árabe, bosnio, zazaki, kurdo, circasiano, griego, armenio, español (13 480 hablantes) y judeoespañol o ladino (15 000 hablantes). | Turcos, kurdos, zazas, adigués, kabardinos, cherkeses, griegos, armenios, laz, suryaníes, georgianos y sefardíes (25 000 a 50 000). | Islámica (98.58 %), judía (0.2 %), cristianos (0.42 %): (católica, ortodoxa), Otras religiones (0.48 %), Ninguna 0.50 %. |        |                      |
| Asia | Sabah Estado y territorio de Malasia                                                 | Malayo (Oficial), inglés (Oficial) y chabacano (Oficial) (Lengua criolla derivada del español y reconocida oficialmente en dicho Estado y territorio malayo los 12 000 hablantes). Bahasa y chino. | Malayos, filipinos, chinos, austronesios y entre otros. | Islámica. |        |                      |
| Oceanía | Isla de Pascua · Territorio de Chile                                                 | Español (Oficial). Rapanui. | Rapanui, mestizos y criollos. | Católica, creencias indígenas. |        | [ 102 ]              |
| Oceanía | Guam Territorio no incorporado de los Estados Unidos                                 | Inglés y chamorro (Oficiales), español (1200 hablantes), japonés, tagalo y otras lenguas autóctonas. | Asiáticos, chamorros, blancos europeos (principalmente de ascendencia española) y entre otros. | Católica 75 %, protestante 17.7 %, otros cristianos 1.4 %, budismo 1.1 % y otras religiones 1.6 %. |        |                      |
| Oceanía | Islas Marianas del Norte Estado Libre Asociado de los Estados Unidos                 | Inglés, chamorro y carolinio (Oficiales), español (Minoritario), tagalo, chino, japonés y entre otros. | Asiáticos, chamorros, criollos europeos (principalmente de ascendencia española) y otros. | Católica, protestante, sintoísmo. |        |                      |
| Oceanía | Micronesia                                                                           | Inglés (nacional); Ulithiano, Woleaiano, Yapés, Pohnpeiano, Kosraeano, y Chuukés (locales). El chamorro, conocido también como el español-austronesio, está oficialmente reconocido. | Micronesios, austronesios, chamorros, mestizos (indígena y española). | Católica 55 %, protestante 42 % y otras creencias indígenas. |        |                      |
| Oceanía | Palaos                                                                               | Inglés, palauano, japonés, angaur, tobiano y sonsorol (Oficiales). También se habla español y alemán (antiguas lenguas coloniales). | Melanesios, micronesios, polinesios y asiáticos. | Católica 65 %, protestante y otros cristianos 30.7 %. |        |                      |
| The CIA World Factbook is in the public domain. Accordingly, it may be copied freely without permission of the Central Intelligence Agency (CIA). |                                                                                      | | | |        |                      |
| The CIA World Factbook is in the public domain. Accordingly, it may be copied freely without permission of the Central Intelligence Agency (CIA). |                                                                                      | | | |        |                      |

## Personalidades hispanas
Estas son 40 personalidades hispanas relevantes y representativas a lo largo de la historia, que moldearon el futuro del mundo hispano:

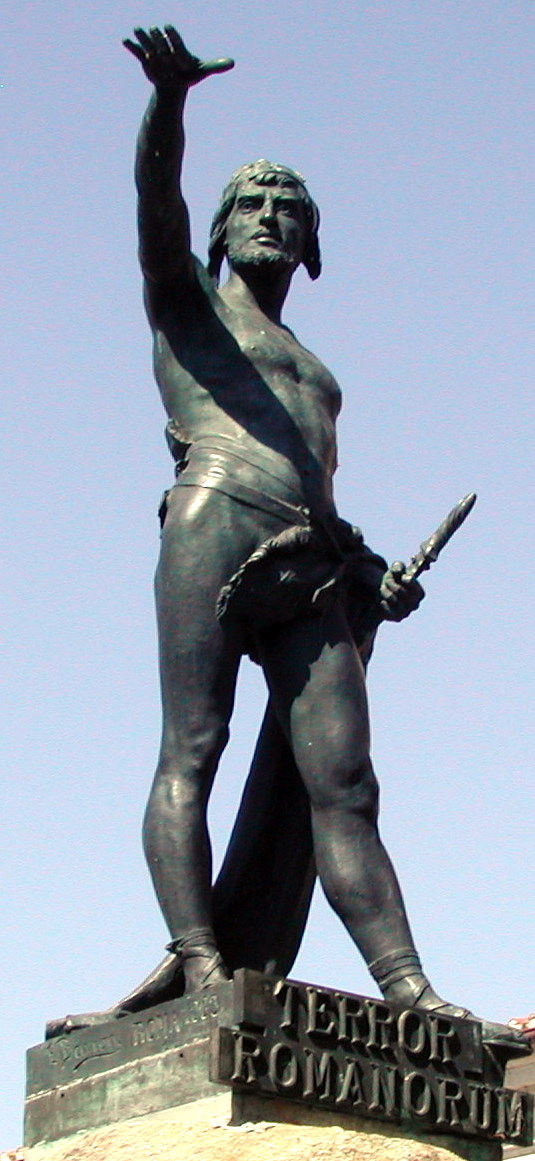
Viriato muerto en el 139 a. C., TERROR ROMANORUM, líder lusitano que derrotó a los ejércitos romanos y los obligó a firmar la paz en el 140 a. C., conservando sus tierras dentro del Imperio Romano. Los romanos contrataron su asesinato pero luego la respuesta fue "Roma no paga a traidores".
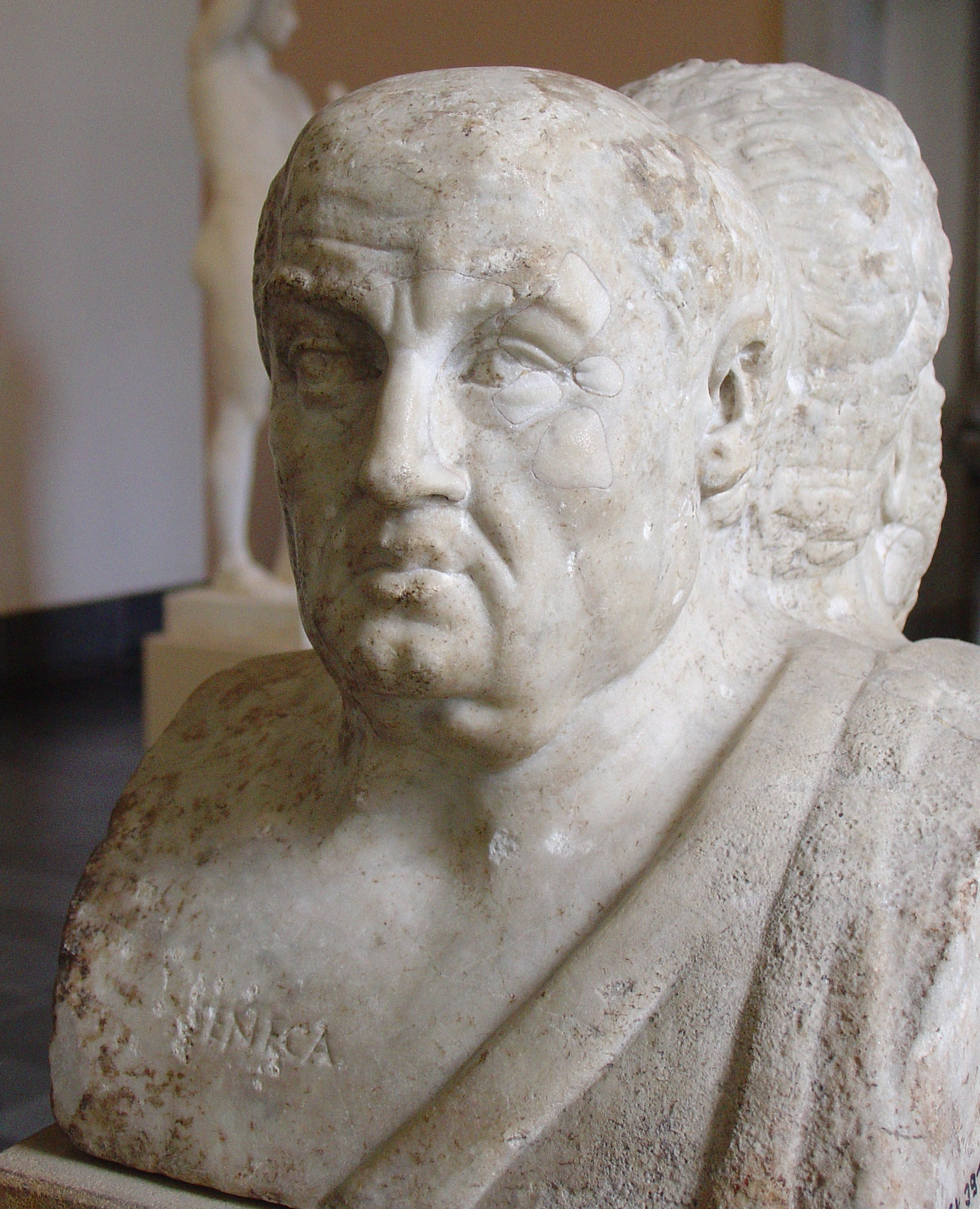
Lucio Anneo Séneca, filósofo estóico hispanoromano, nace en Córdoba (España) en el 4 a. C. y muere en Roma en el 65 d. C. "Nadie ama a su patria por ser grande, sino por ser suya", y dijo: "La mayor rémora de la vida es la espera del mañana y la pérdida del día de hoy".
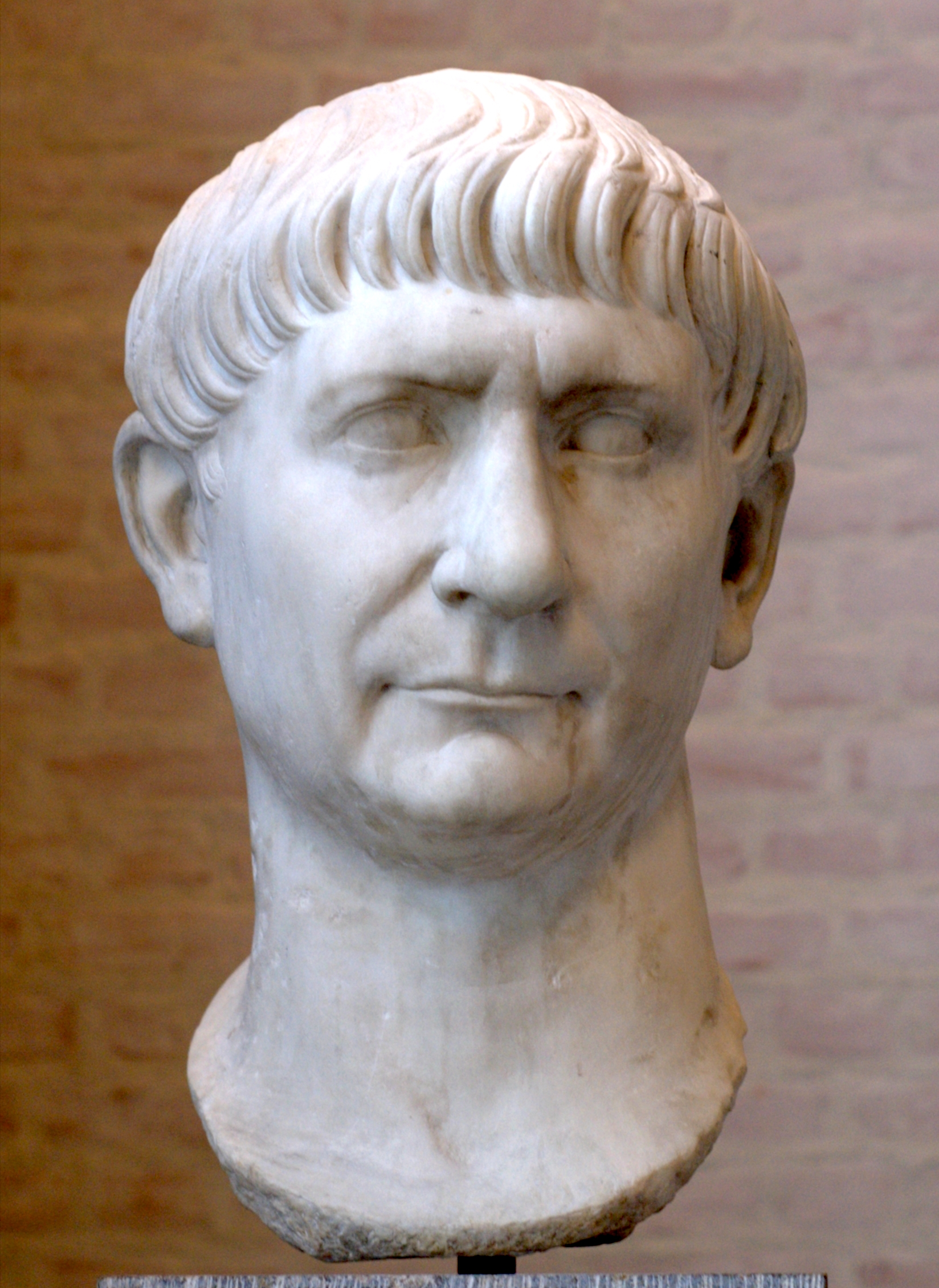
Trajano, primer hispano Emperador de Roma, nacido en Itálica (Sevilla, España), el 18 de septiembre de 53 d. C. Toma Dacia, ataca a los Partos (toma Armenia, Mesopotamia y Asiria) llegando hasta Persia, es la máxima extensión del Imperio Romano, y lamenta estar viejo, y no poder continuar hasta la India.
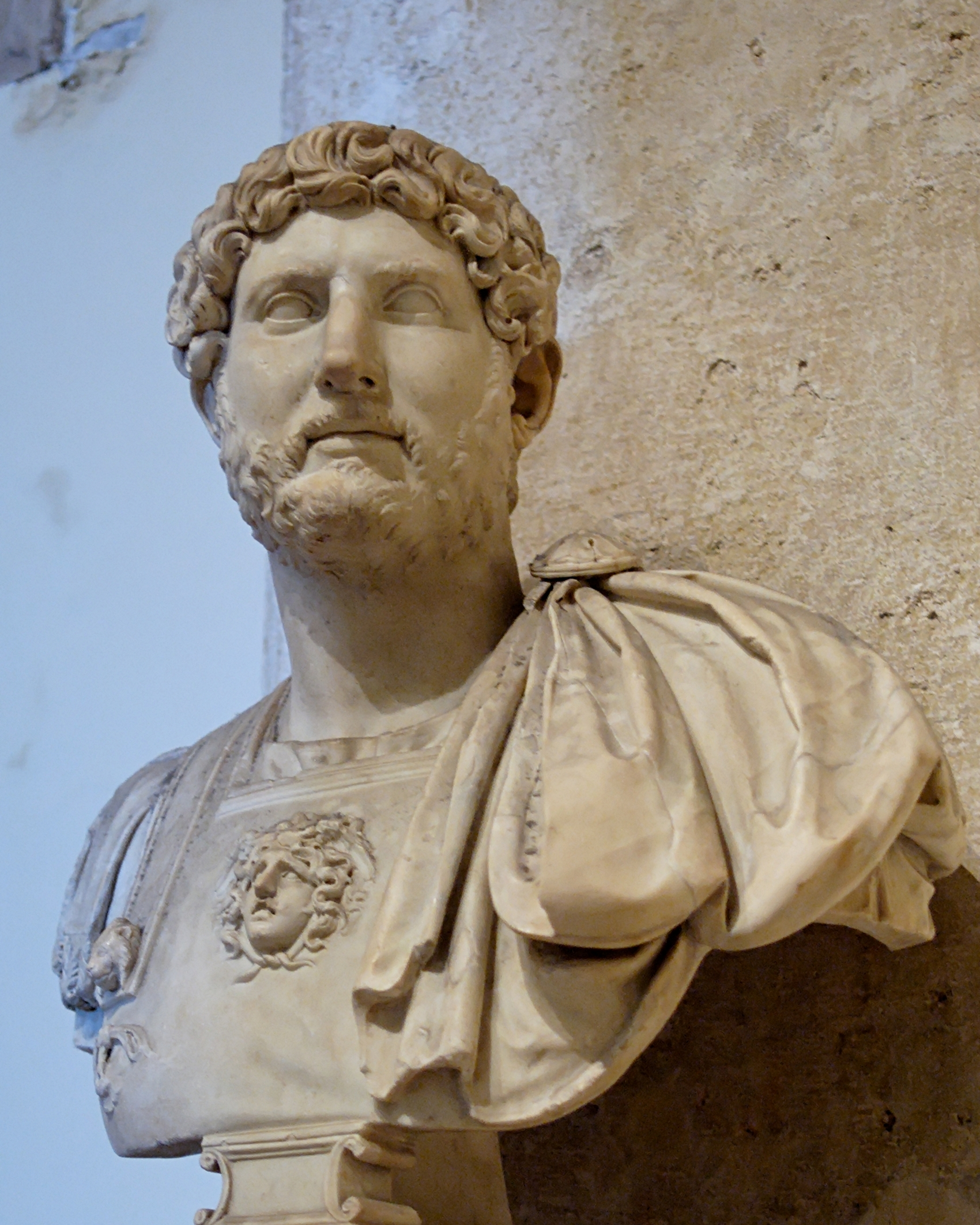
Adriano, segundo Emperador hispano de Roma, nacido en Itálica (Sevilla, España), en el 76 d. C. Modernizó el sistema administrativo ascendiendo a expertos (la aristocracia pierde poder), creó intensas rutinas de entrenamiento militar, organizó el fisco estandarizando competencias, consolidó los límites del Imperio en fronteras defendibles y con un sistema de apoyos flexibles.
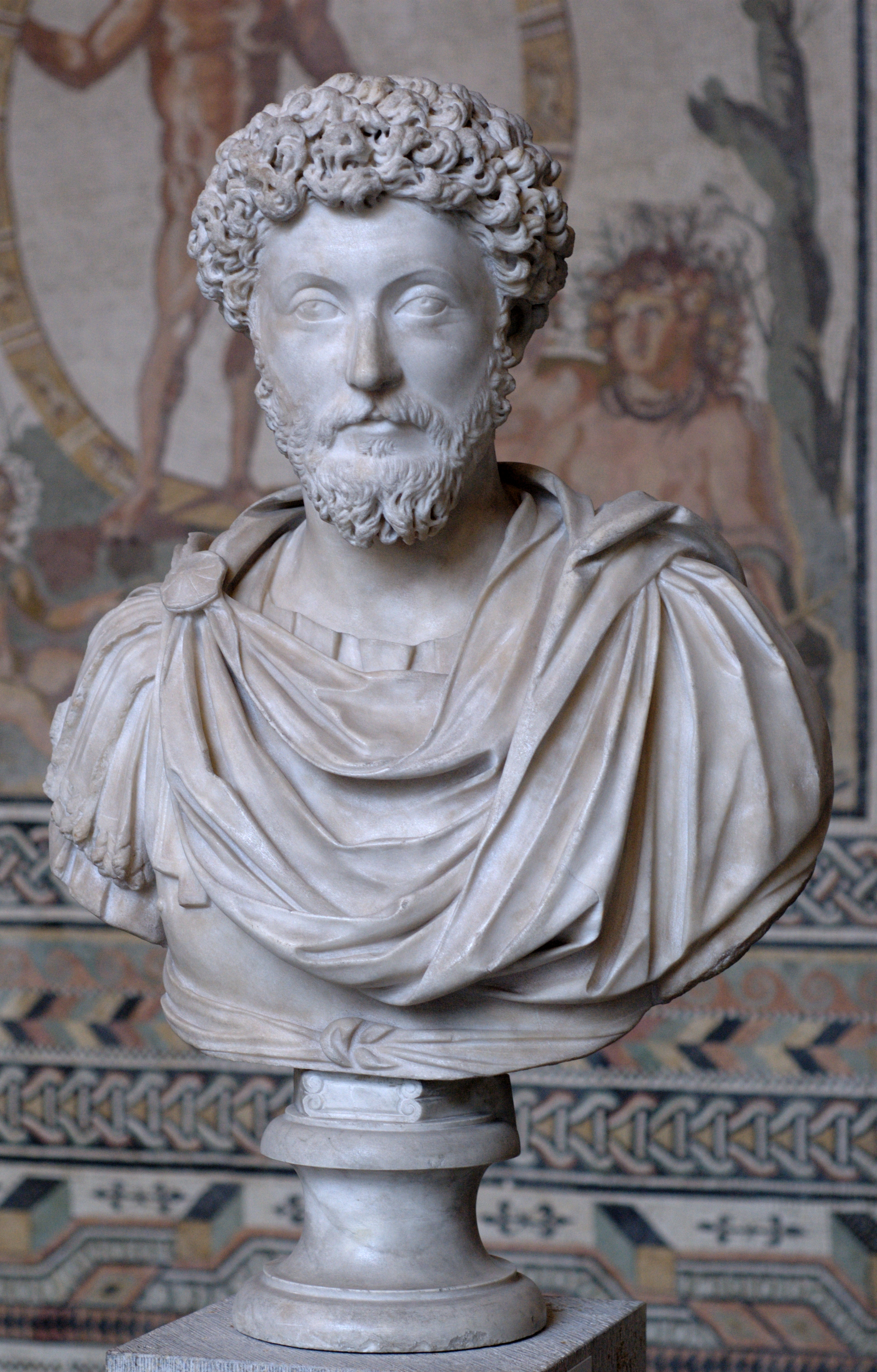
Marco Aurelio, hispano, Emperador de Roma, apodado El Sabio (y un exponente de la filosofía estóica), nacido en Ucubi (actual Espejo, Córdoba, España), en el 121 d. C. (Uno de los 5 Emperadores Buenos: Trajano, Adriano, Marco Aurelio, Nerva y Antonio Pio).
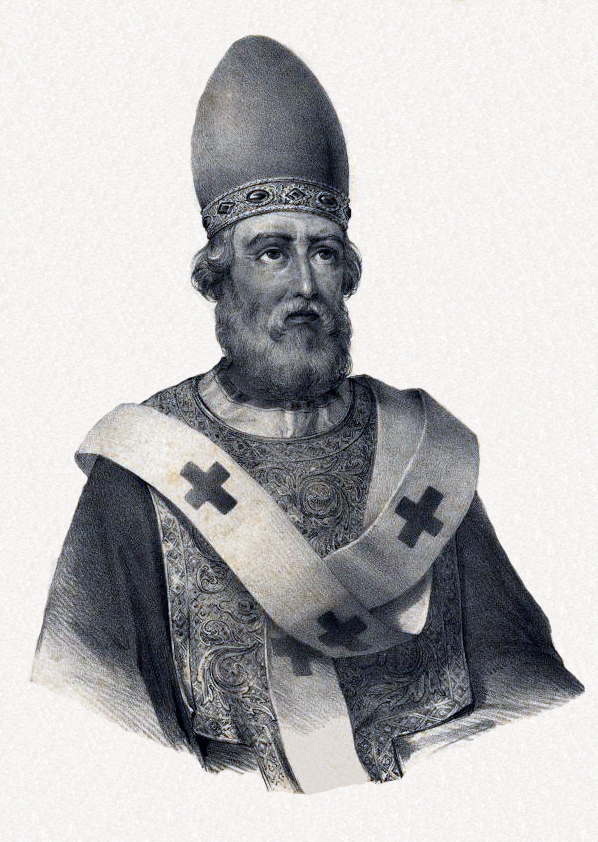
San Damaso I, Papa de Roma número 37, nace en Galaecia (Galicia, Hispania) sobre el 305, muere en Roma el 11 de diciembre del 384.
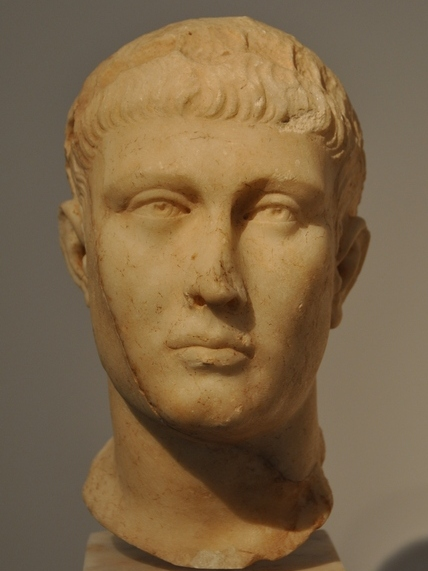
Teodosio I el Grande, Emperador de Roma, cuarto Emperador hispano nacido en Cauca (actual Coca, Segovia, España), el 11 de Enero del 379 d. C.
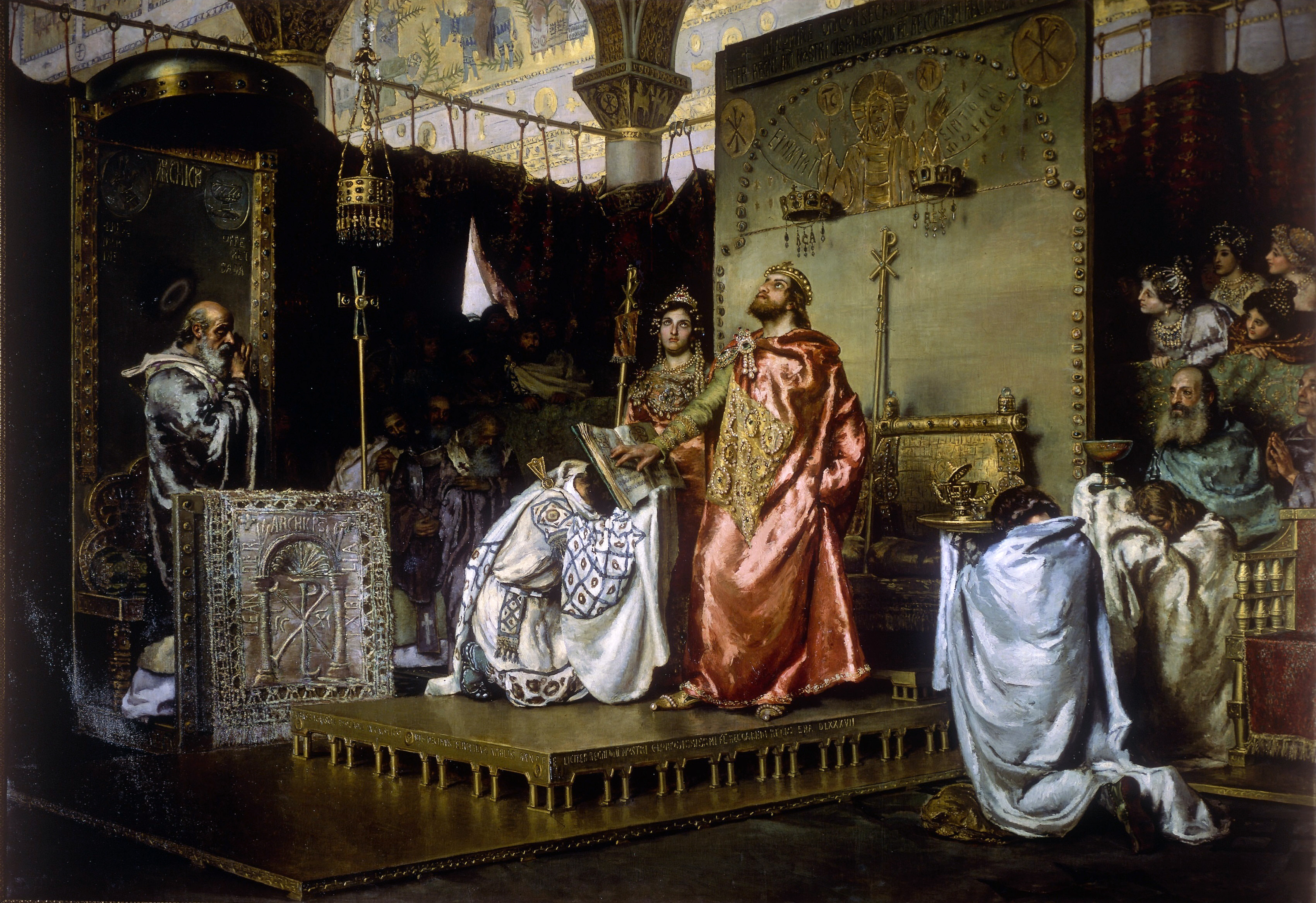
Recaredo, rey Visigodo (?, muere en Toledo capital Visigoda en el 601), se convirtió al cristianismo, lo que fue seguido por el resto de visigodos, logrando la unificación religiosa de visigodos e hispano romanos.
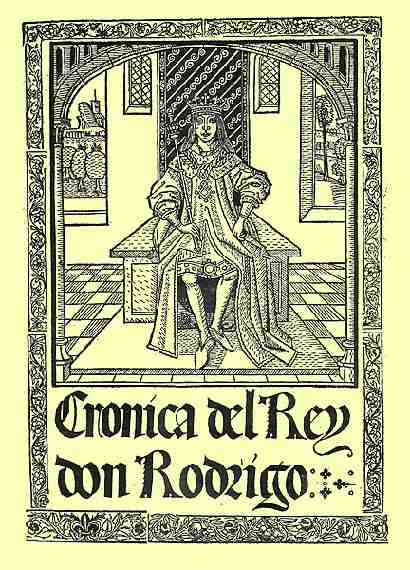
Rodrigo, Rey de los Visigodos, muere en el 711 d. C. en la batalla de Guadalete contra los musulmanes, que entraron para apoyar uno de los bandos en una guerra civil. Estos conquistan la capital Toledo y casi toda la península, y hasta Burdeos y Marsella en la actual Francia.
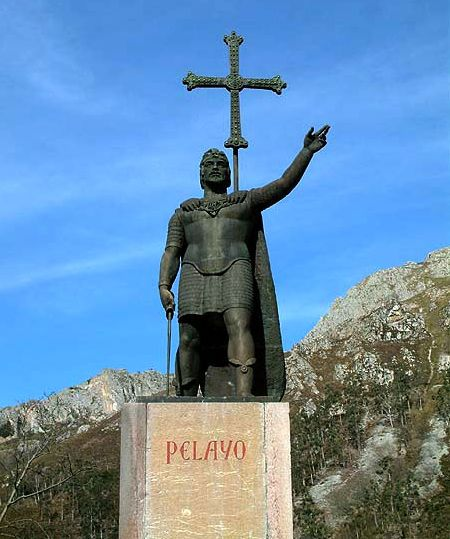
Don Pelayo, Rey de Asturias, muere en el 737 en Cangas de Onís, derrota a los musulmanes en la Batalla de Covadonga (722 d. C.), controlando el 3º Rey astur Alfonso I en el 757 la franja norte de Vizcaya a Galicia. Es el comienzo de "La Reconquista", siendo los reinos de España y Portugal herederos de este reino de Asturias.
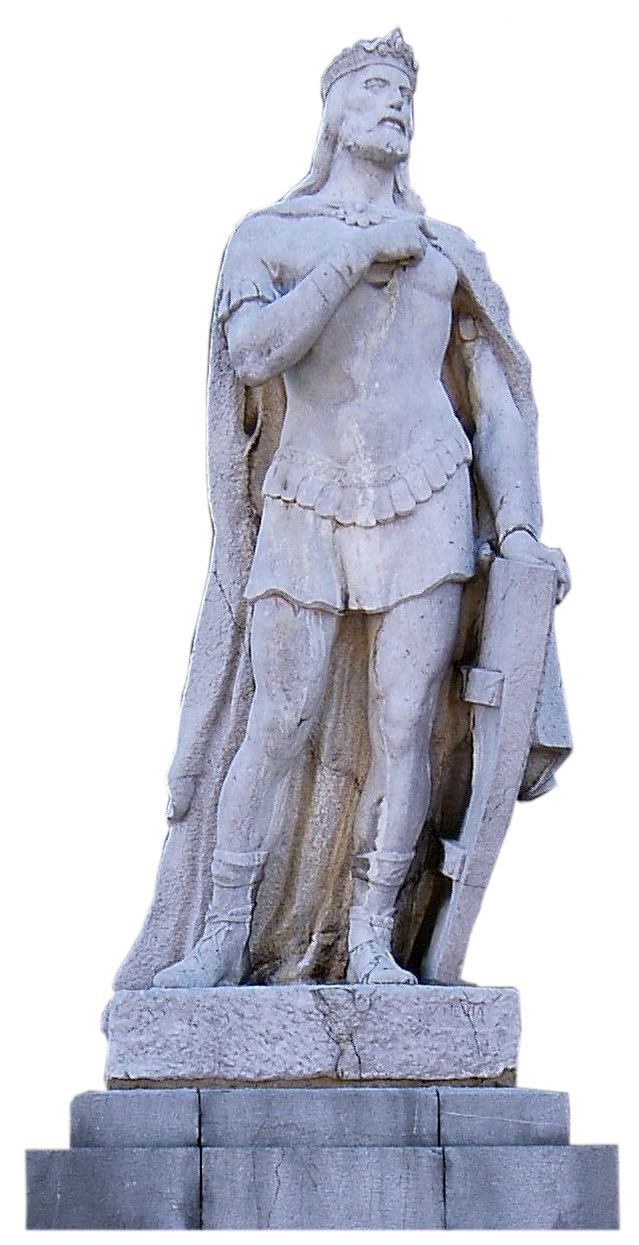
Alfonso II Rey de Asturias (760-842). En el 813 un hermitaño vió una estrella posarse en el bosque de Libredón, encontrando una antigua capilla, la tumba de Santiago, es el comienzo de las peregrinación desde toda Europa a Santiago de Compostela. (En el 914 su descendiente Ordoño II reunifica el reino como Reino de León, dividido tras la muerte de su padre).
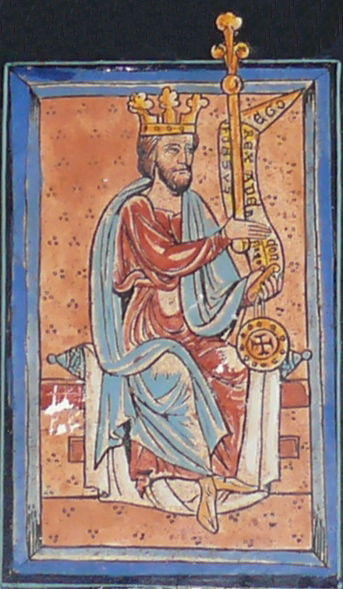
Alfonso V Rey de León hasta 1028. Vive los ataques de Almanzor, que casi acaba con los reinos cristianos, pero su hijo reina solo seis años, estallando una guerra civil y la formación de pequeños reinos de Taifas, que será el final del Califato de Córdoba (según Tucídides, la naturaleza humana no se contenta con lo que posee, es ambiciosa).
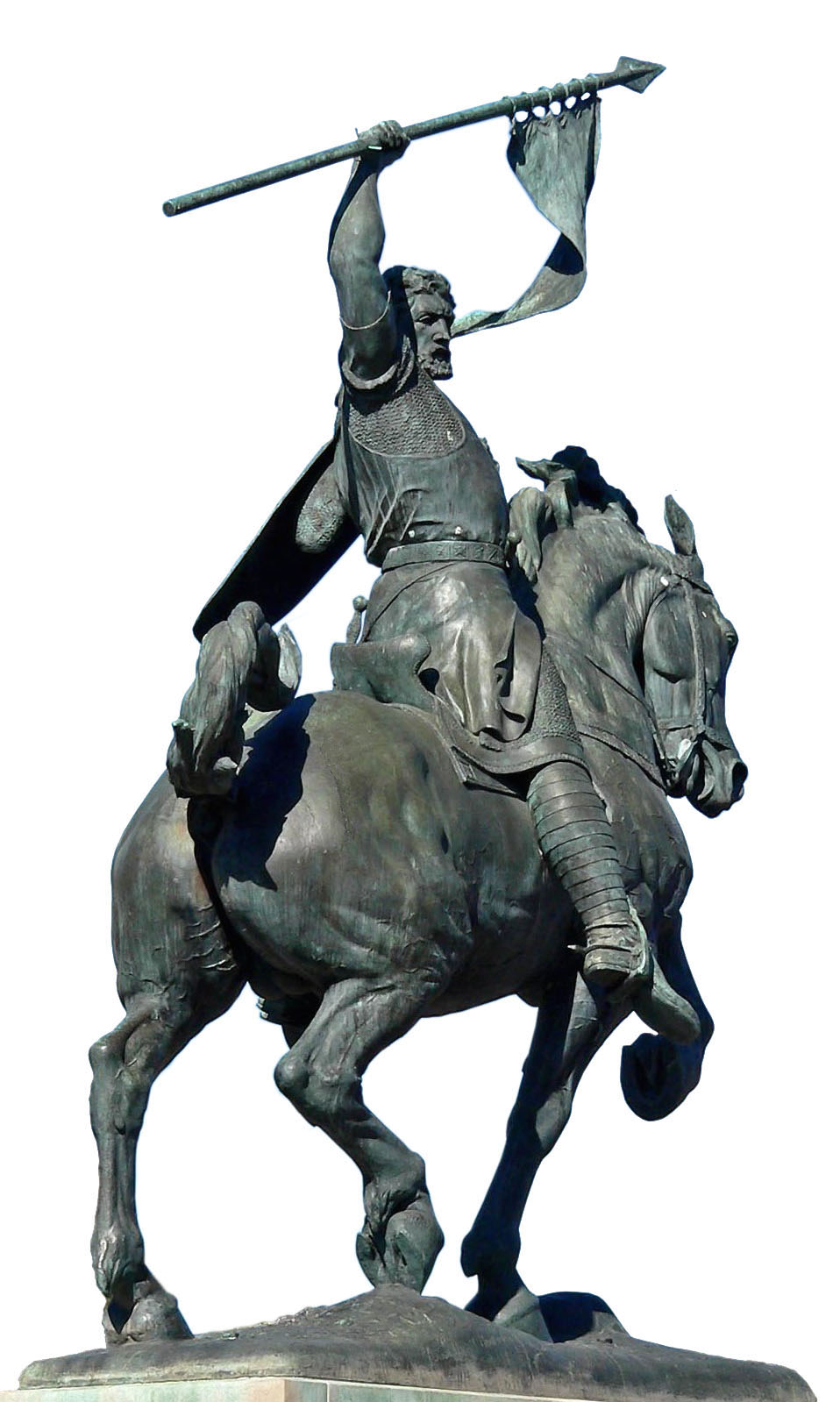
El Cid (1045-1099). Fernando I que cobraba impuestos a las Taifas muere y divide el reino. El Cid se une a Sancho II que muere tras unir Galicia, León y Castilla; hereda Alfonso VI, con El Cid como mano derecha, toma Toledo y hostigan Sevilla, Granada,... En 1086 unas Taifas llaman a los Almorávides, que las conquistan y derrotan a los Reinos cristianos, aunque el Cid les vence dos veces.
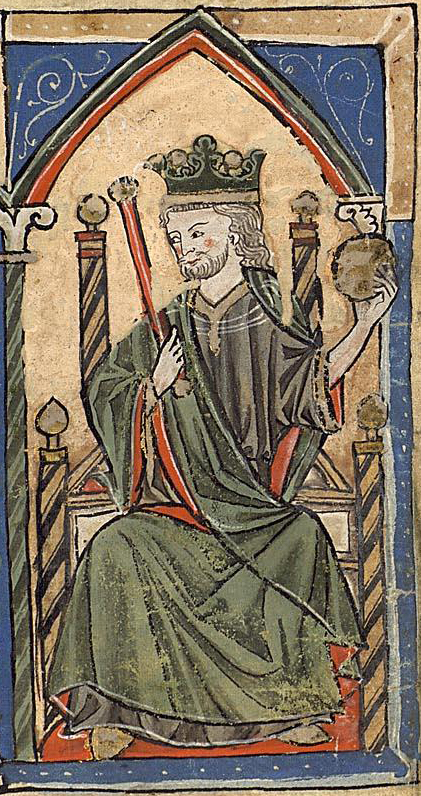
Alfonso VIII Rey de Castilla, 1158-1214. En 1147 los Almohades sustituyen a los Almorávides, y contra ellos se da en 1195 la batalla de Alarcos, con una importante derrota. Pero en 1212, se produce la gran Batalla de Las Navas de Tolosa, con la decisiva victoria que acaba con el poder Almohade. Conquistando Fernando III (1199-1252) Córdoba, Sevilla, Jaén y Murcia, solo queda Granada y sus alrededores.
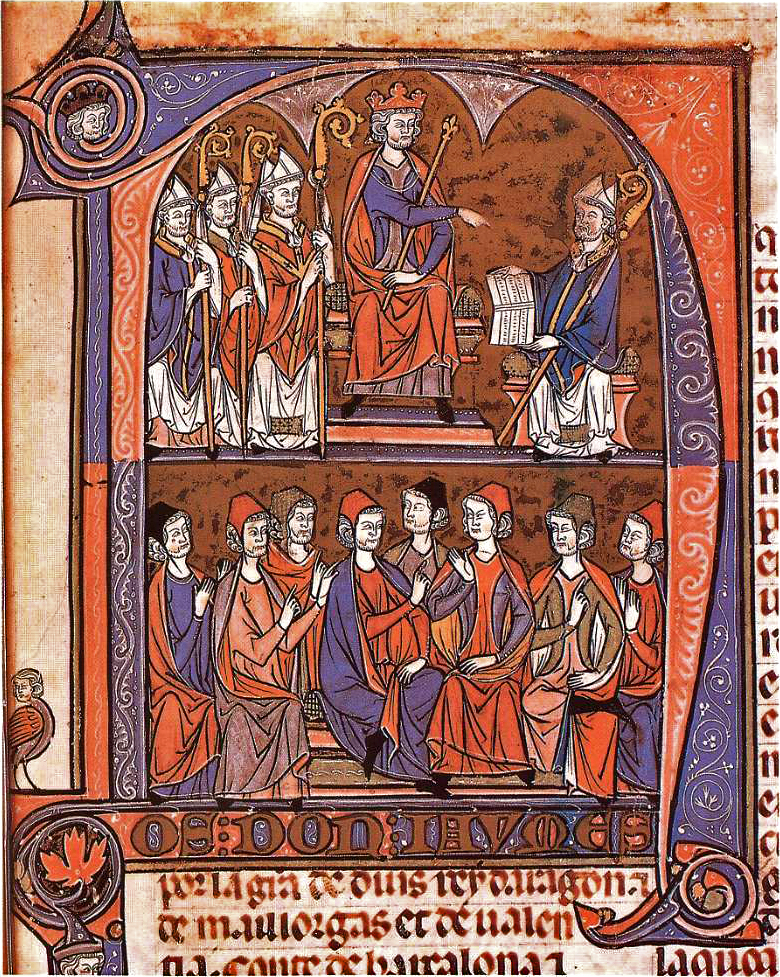
Jaime I Rey de Aragón 1208-1276. Lucha con la nobleza, hasta que media el Papa. Conquista Mallorca y Valencia. Movió la Corte a Barcelona, potenció instituciones, comercio, y catalán sobre el latín, y controla a la nobleza, una Corona con 3 reinos fuertes. Logra derechos sobre Sicilia que Pedro III tomará, Francia renuncia a derechos sobre Aragón, y da a Jaime II Mallorca y la parte francesa.
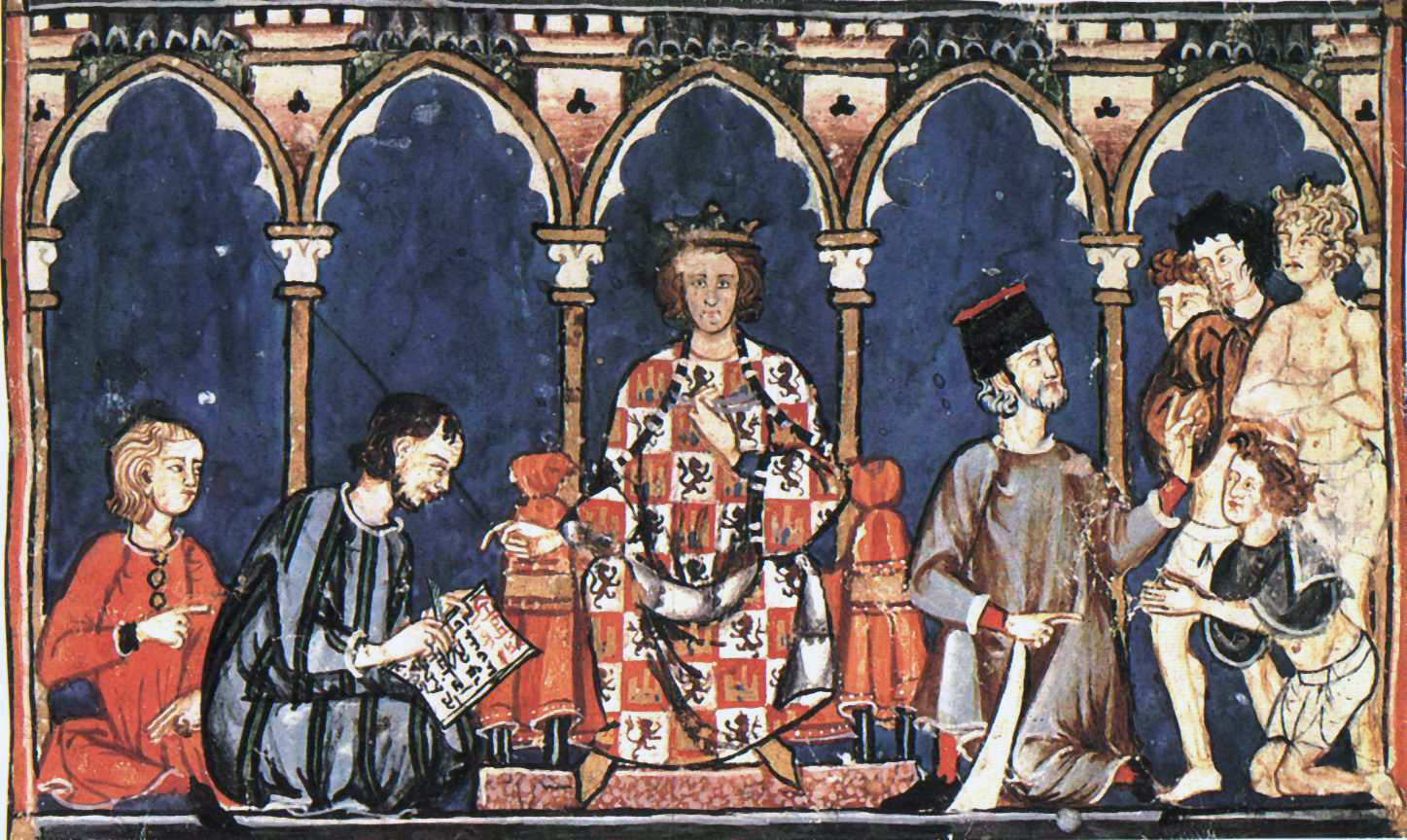
Alfonso X el sabio, Rey de Castilla 1221-84. Repobla las ciudades andaluzas, revuelta musulmana y expulsión, se despuebla el campo andaluz, y falla la invasión de Benimerines (victoria de Alfonso XI, 1340). Crea la Universidad, la Mesta, los astilleros de Sevilla, la Escuela de Traductores, unión legal y bases del Estado Moderno con una revuelta de nobles. 1351 cambio económico falla. Peste Negra 1348.
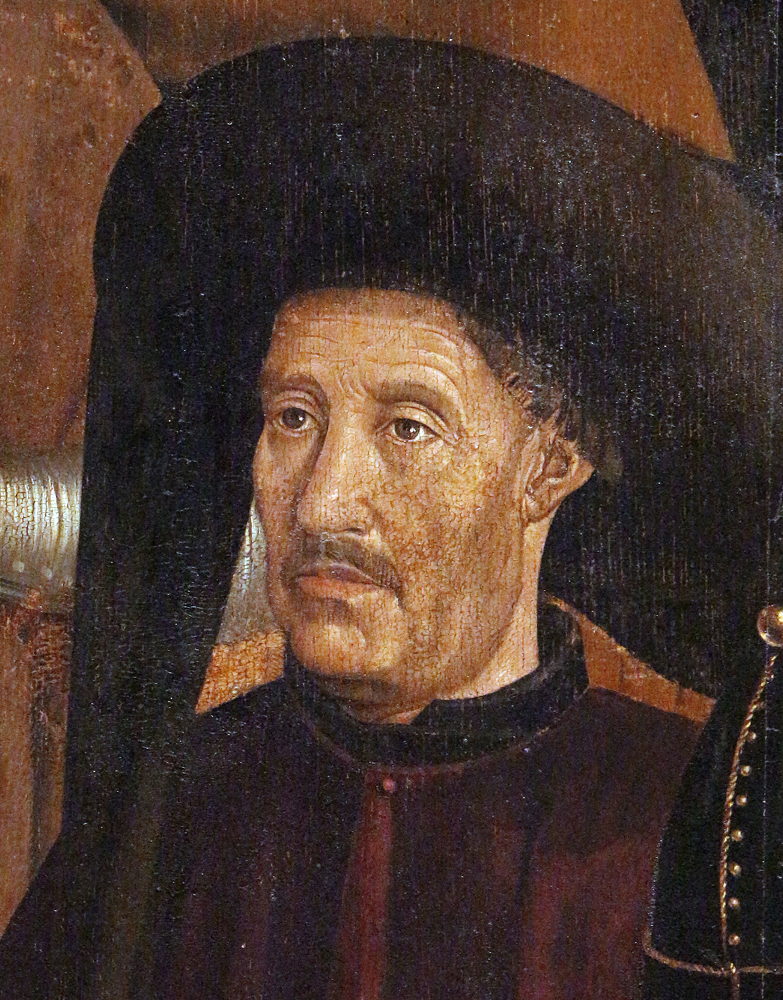
Enrique el Navegante 1394-1460. Hijo de Juan I de Portugal (rey gracias a los nobles, evitando la unión de Alfonso IV, creador de la flota, con Castilla). Enrique crea la Escuela de Navegación de Sagres, donde crea la carabela, capaz de viajes oceánicos. Se llega a Bojador, Río de Oro 1441, Cabo Verde, Madeira (azúcar), Arguin, Guinea y Mina, y abre la ruta africana (esclavos, oro,...). Imprenta 1449.
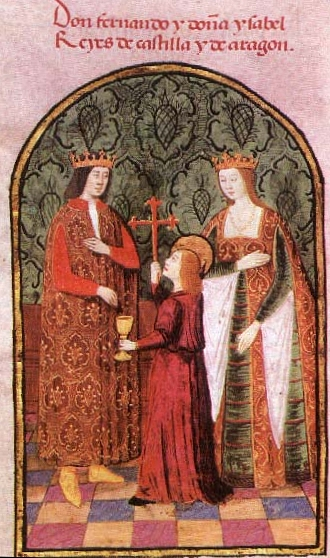
Los Reyes Católicos 1474, Isabel y Fernando, unen Castilla y Aragón. Toman Granada, plazas africanas, Canarias y Navarra. Se expulsa a judíos y convierte a moríscos. Crean el estado moderno, financian a Colón, son Rey de Romanos, el Gran Capitán reforma el ejército y hacen una política matrimonial, reparto de Nápoles con el rey francés, este ataca y pierde. Gramática de Nebrija, 1492. Papa Alejandro VI de Valencia.
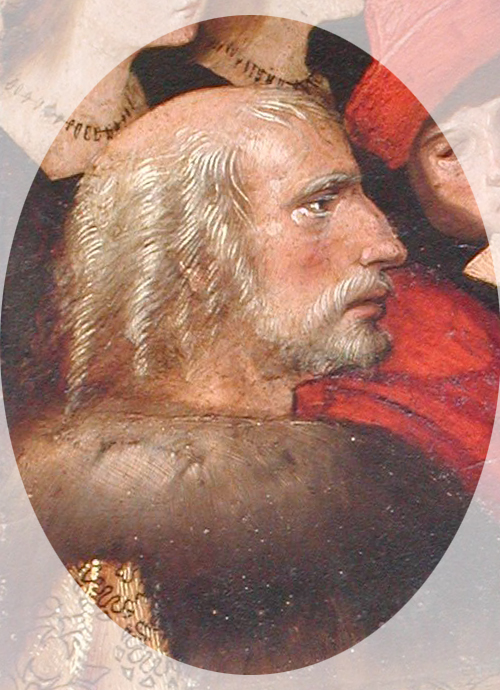
Cristóbal Colón 1446-1506. Estudia en Sagres, propone llegar a India rodeando el mundo (si era redondo y no plano) en Portugal, y luego en Castilla, la reina Isabel financia el viaje, descubriendo América el 12 de octubre de 1492. En 1494 los dos países con exploración oceánica realizan un acuerdo para evitar conflictos, repartiéndose las zonas de exploración, es el Tratado de Tordesillas.
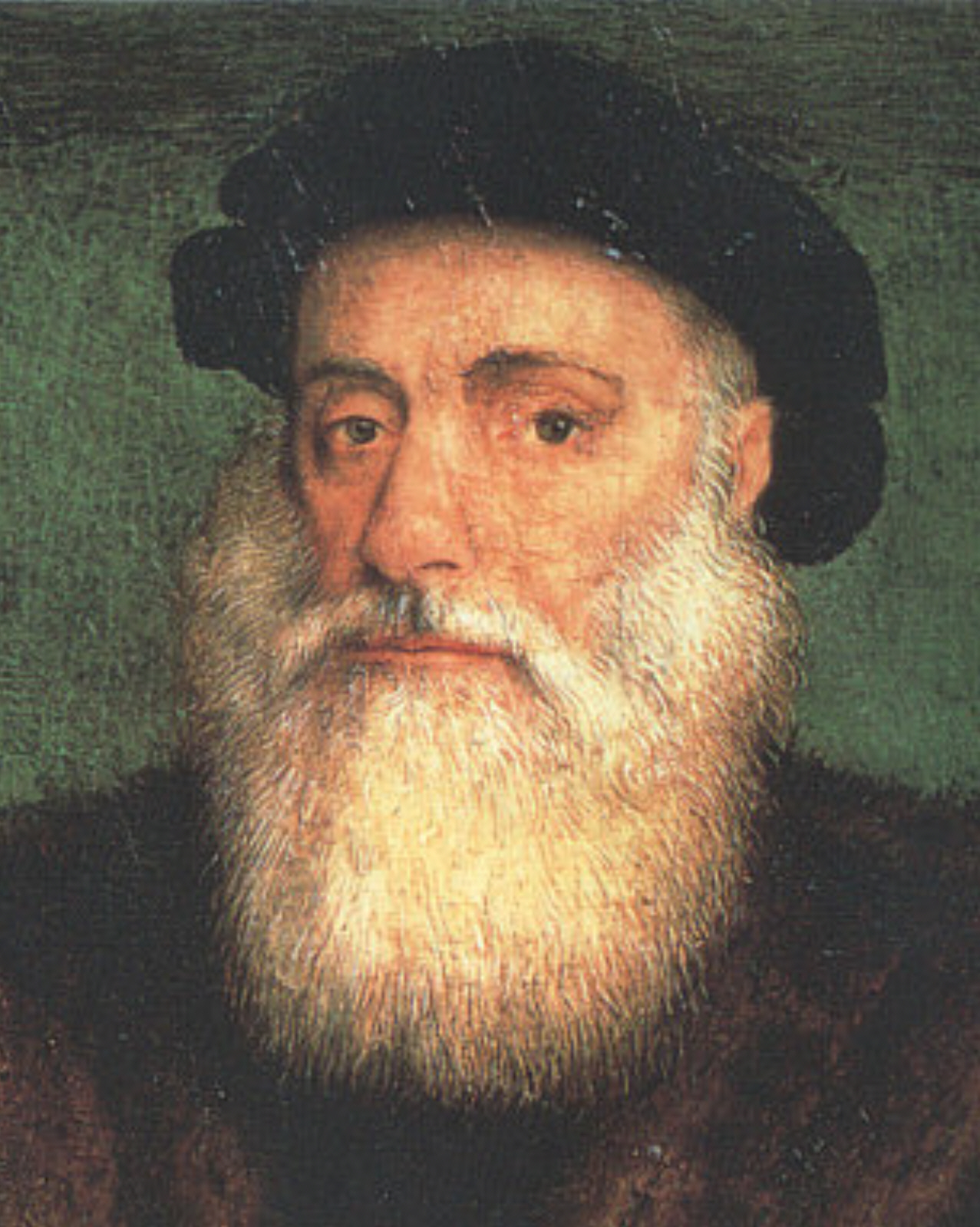
Vasco da Gama 1469-1524, llega a India en 1498 abriendo Portugal la ruta marítima a la India y siendo el reino más rico. En el 2º viaje con 20 barcos se hace con el poder naval en el Índico, desplazando a los musulmanes en 1502. En 1500 se descubre Brasil, de donde se traía tinte, comenzando el poblamiento en 1532 y en 1549 se nombra gobernador. En 1514 se llega a China y en 1543 a Japón.
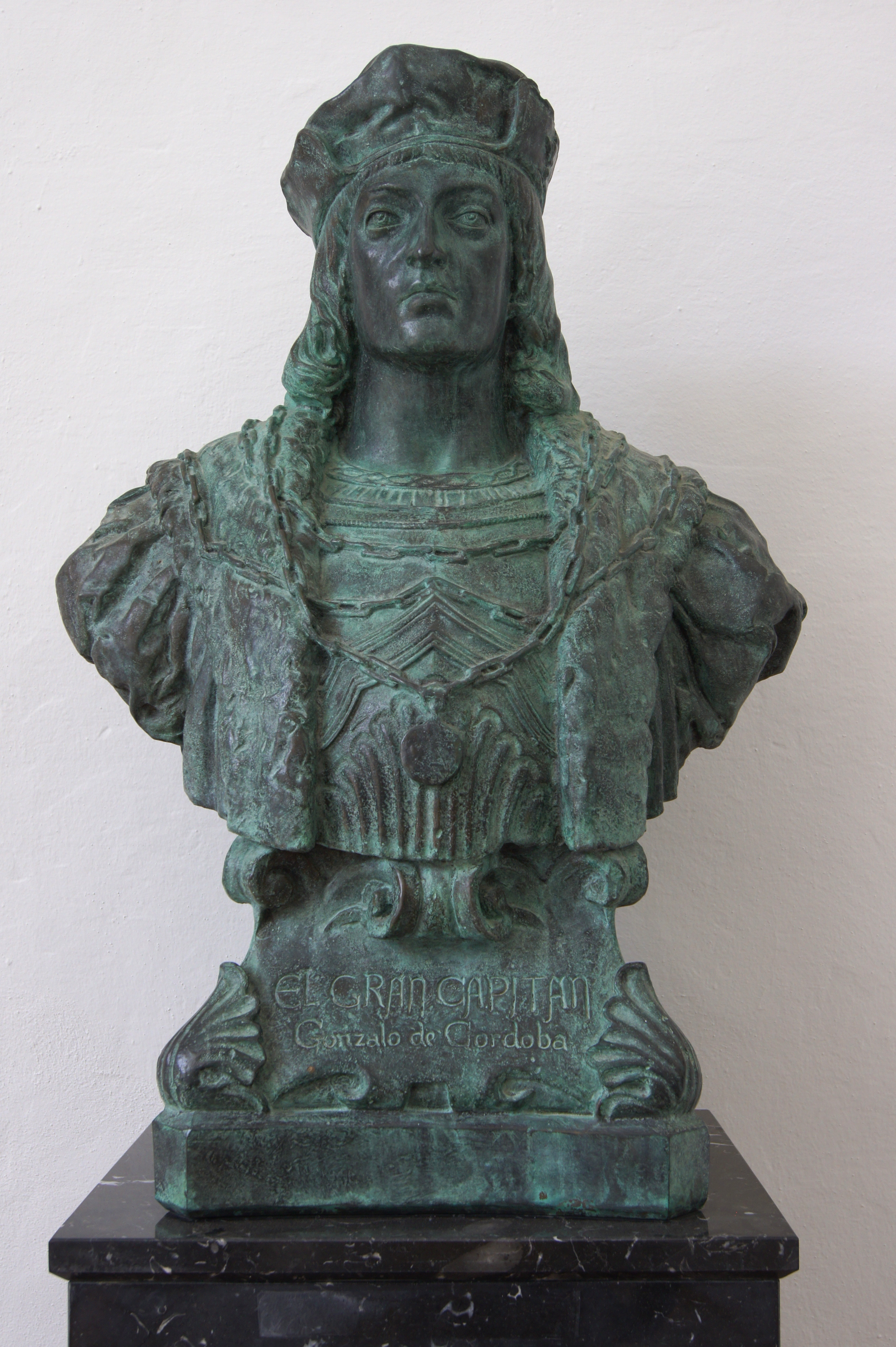
El Gran Capitán 1453-1515, conquista Nápoles, donde fue Virrey. En 1503 reorganiza el ejército tras la Reconquista y crea los Tercios, primer ejército moderno. Los Tercios considerados invencibles hasta 1643, con una 1º derrota en 1600. Algunas victorias fueron Bicoca 1522, Pavía 1525 capturando al rey francés, Mühlberg 1547, San Quitín 1557, Gravelinas 1558, Terceira 1582,...
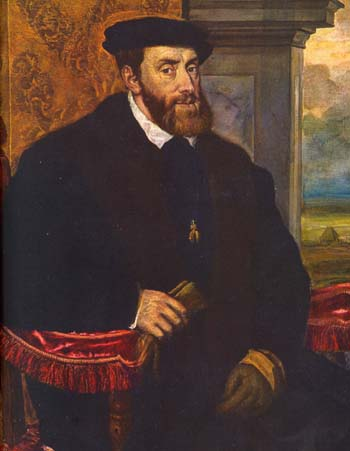
Carlos I de España, rey 1516, Emperador 1520, con gran coste y los interesados en América se rebelan, Comuneros y Germanías. Guerras con Francia en Italia, tras el cisma el Imperio Alemán se desune hasta la Paz de Augsburgo, Enrique VIII de Inglaterra casado con Catalina de Aragón busca un hijo, al no tenerlo crea el Anglicanismo para divorciarse, se casa 6 veces, y mata 2. Lega reinos a Fernando y Felipe.
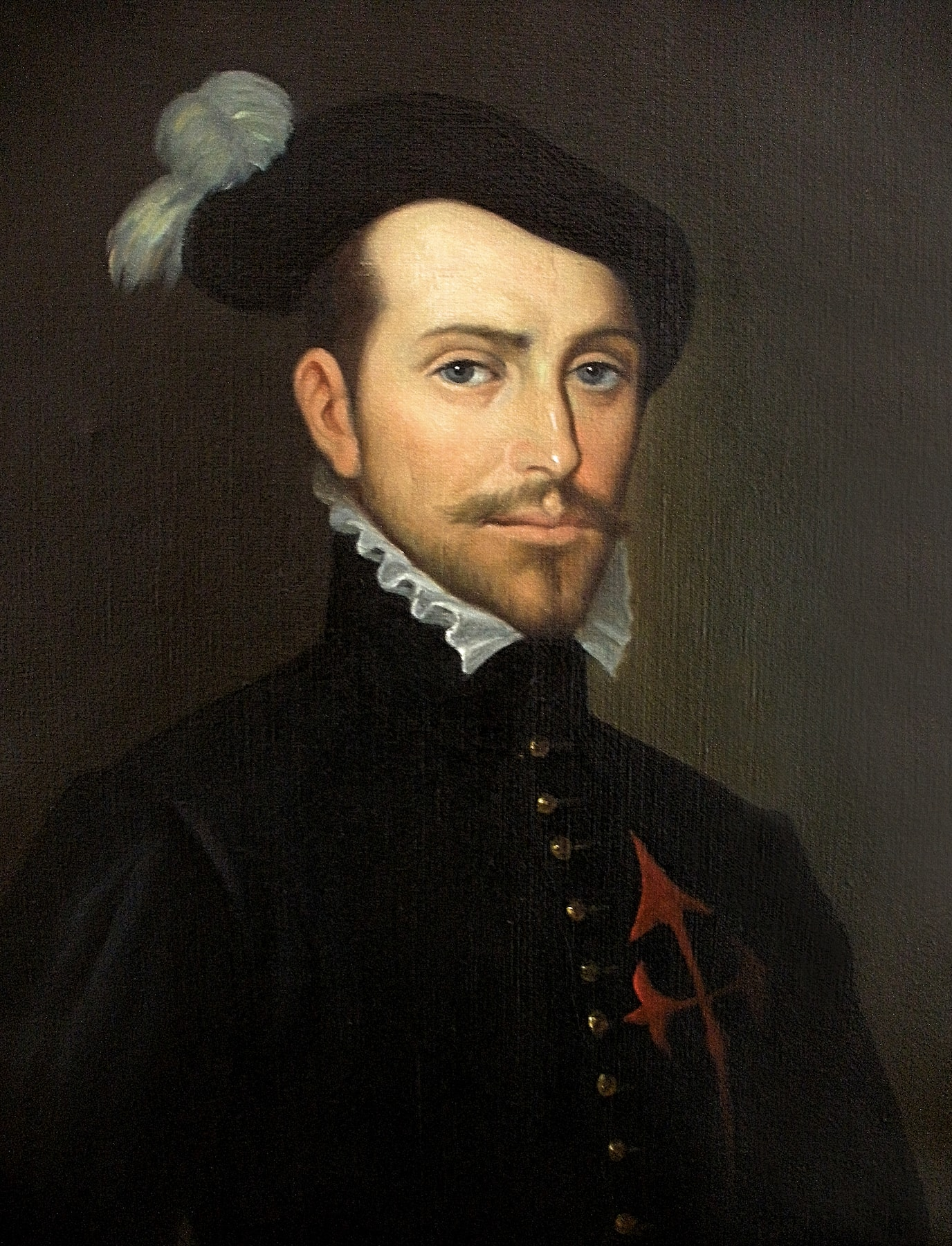
Hernán Cortés conquista a los Aztecas 1520 (el consejo del Virrey se compone de los jefes de las tribus aliadas). Las Leyes de Burgos protegen al indígena y se ordena que se les enseñe a leer y escribir, pero fallan. Por el monje Bartolomé se crearon las Leyes Nuevas en 1542 (y se debate en la Junta de Valladolid con Francisco), el 1º Virrey de Nueva España, las aceptó y el 2º Virrey liberó a 15 000 indios.
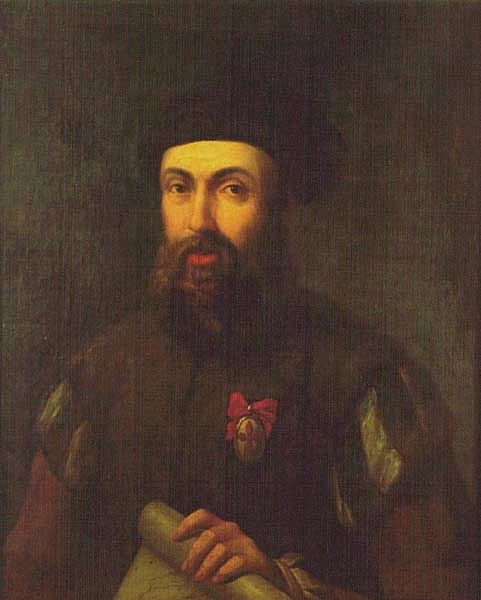
Fernando de Magallanes en la 1.º circunnavegación 1522 muere, se calcula la longitud por Faleiro. 1538 hay galeones, barco militar hasta el vapor, y la ciencia española del XVI despunta; geografía, cosmografía (ingleses y franceses navegan con textos hispanos). La enfermedad mata al 90 % en América y viaja rápida, incluso al Amazonas, Cahokia, incas; en el Caribe muere el resto por explotación y guerra.
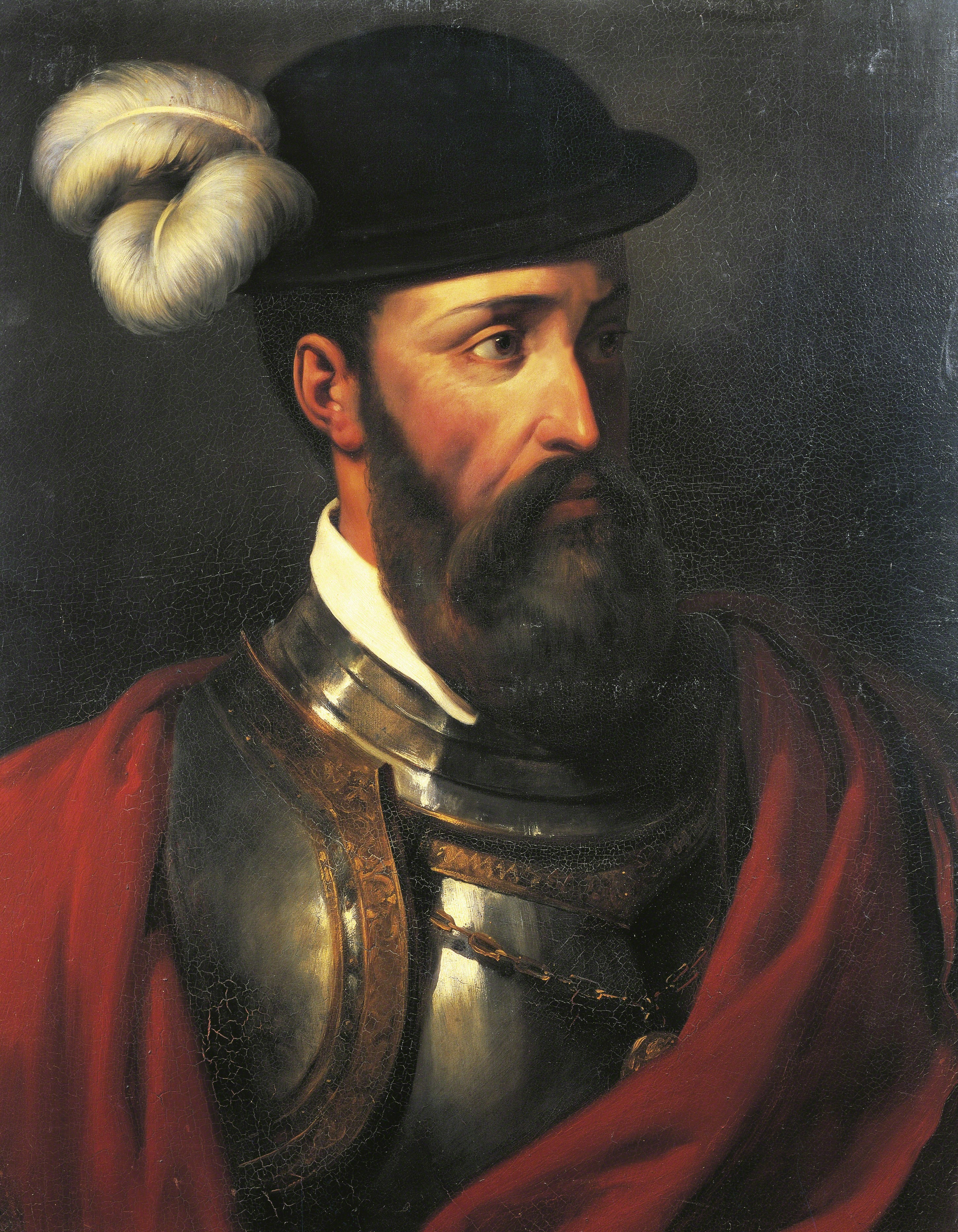
Francisco Pizarro, conquista a los Incas 1533, su hija fue la 1º mestiza de Perú. Pizarro es gobernador, pero el bando rival de Almagro lo mata, comienza una guerra, con Almagro hijo, mestizo, llegando a gobernador del Perú. Llega Francisco de Toledo como Virrey, cumple las Leyes de Indias, y se rebelan los encomenderos con Gonzalo Pizarro 1544, se crean los Pueblos de indios o reducciones.
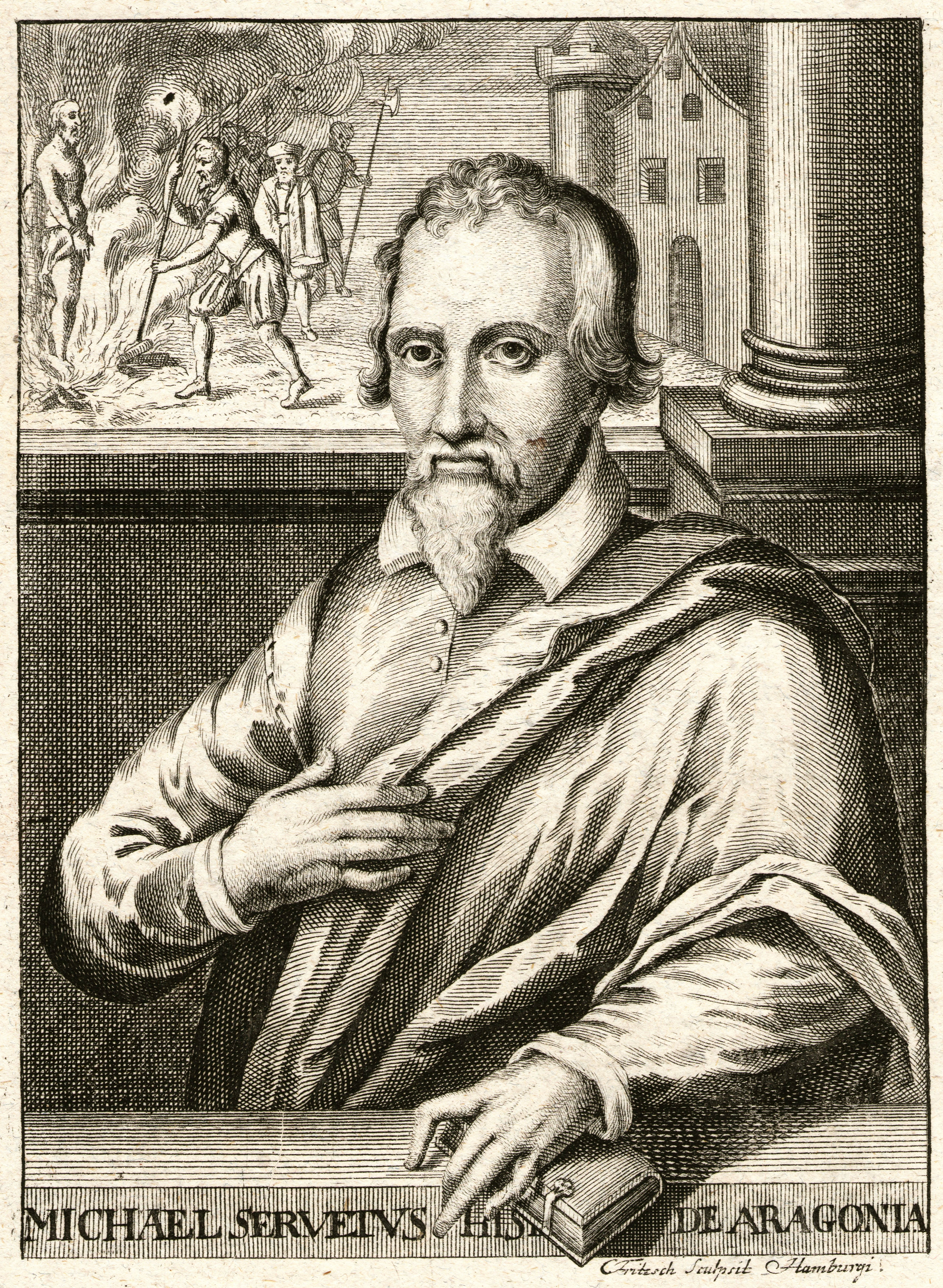
Miguel Servet 1511-1553, descubre la circulación de la sangre. Protestante, lo queman los protestantes calvinistas en Ginebra. En ese tiempo destaca la Escuela de Salamanca, la mejora de la presa de arco construida por Felipe II, y en el 1735 el descubrimiento del Platino por Antonio de Ulloa. En 1518 Lutero crea el protestantismo, y la Iglesia Evangélica; luego Calvino crea el Calvinismo.
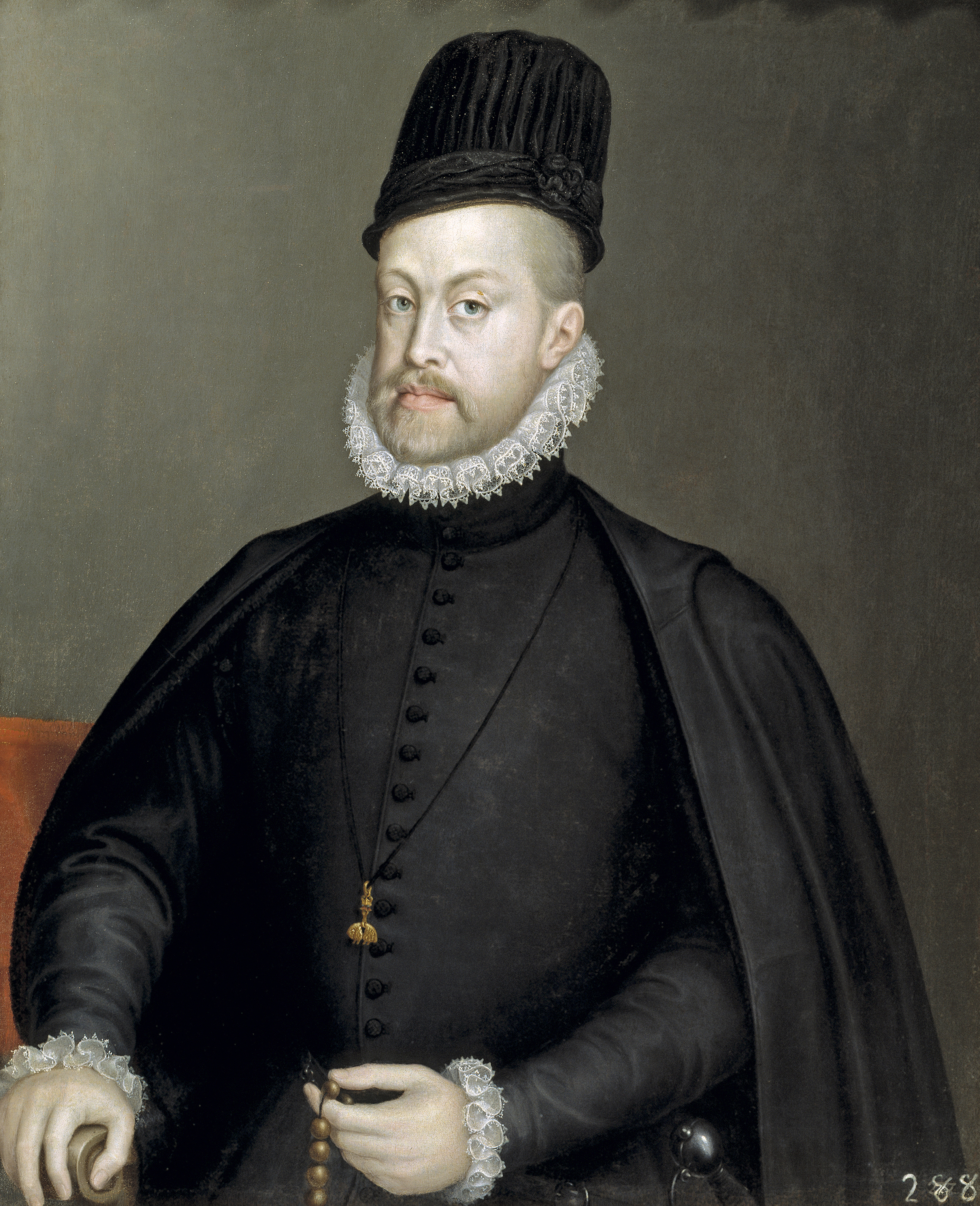
Felipe II 1527-1598, rey de España y Portugal, Flandes, Milán, Borgoña, Nápoles y Sicilia, Cerdeña, Irlanda, y rey consorte de Inglaterra, su hija fue candidata al trono de Francia. Se despuebla la península por emigración, Edad del Hielo 1570, exceso de impuestos, pastoreo e inflación crean la crisis, problema de enviar remesas a Flandes (solo de 1598 a 1604 son 42 mill. ducados), quiebra en 1575.
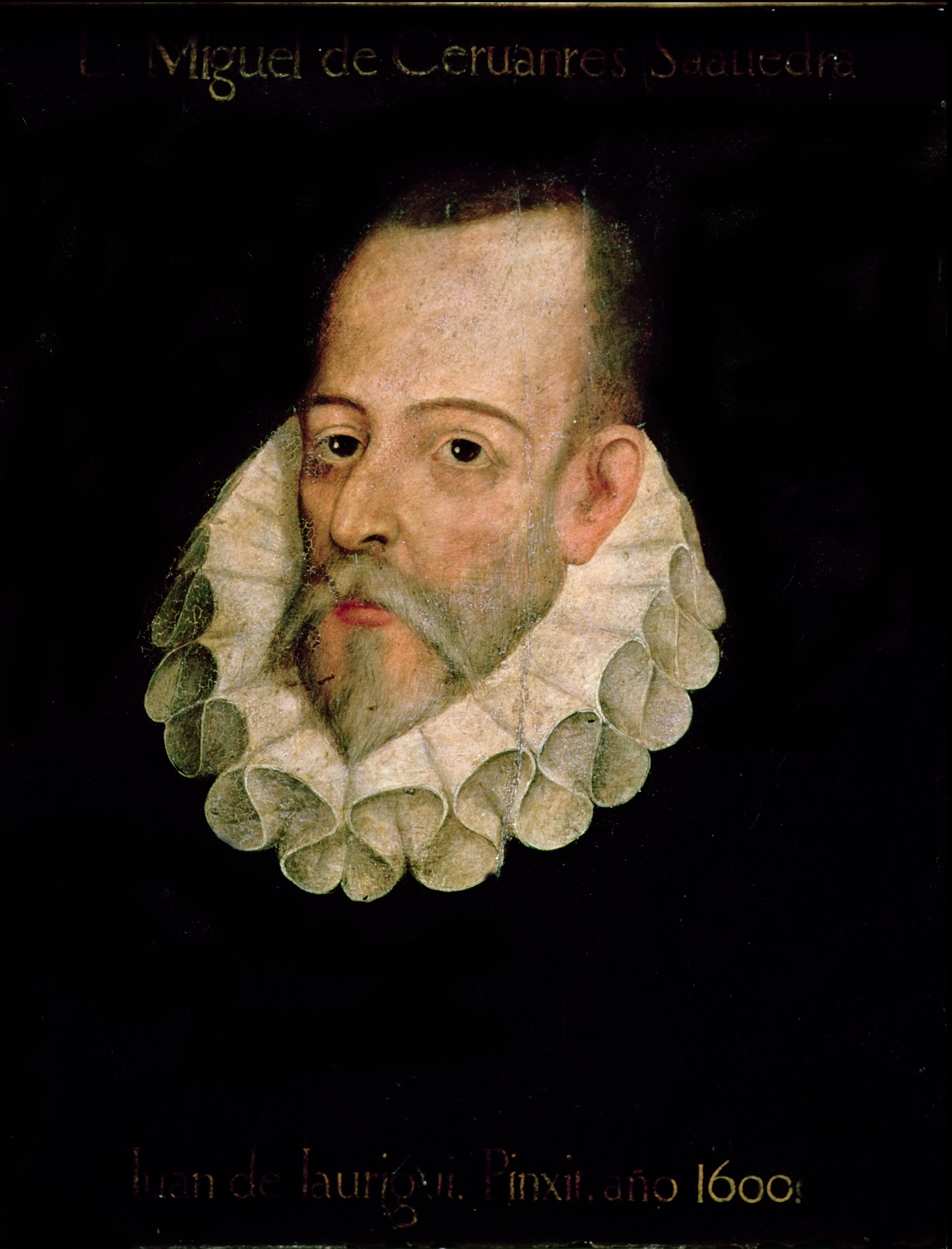
Miguel de Cervantes escribe El Quijote en 1605, 1º novela moderna y está en la victoria de Lepanto 1571, deteniendo el avance turco, como en 1529 en Viena. Destacan Quevedo, Camões, Teresa, Góngora, Calderón, Lope de Vega. Rebelión de moriscos 1568, que apoyaban la piratería y a los turcos, expulsados en 1609. Unión de Utrecht en 1579 y toma de Amberes en 1585. Ruta Asia-América y conquista de Filipinas.
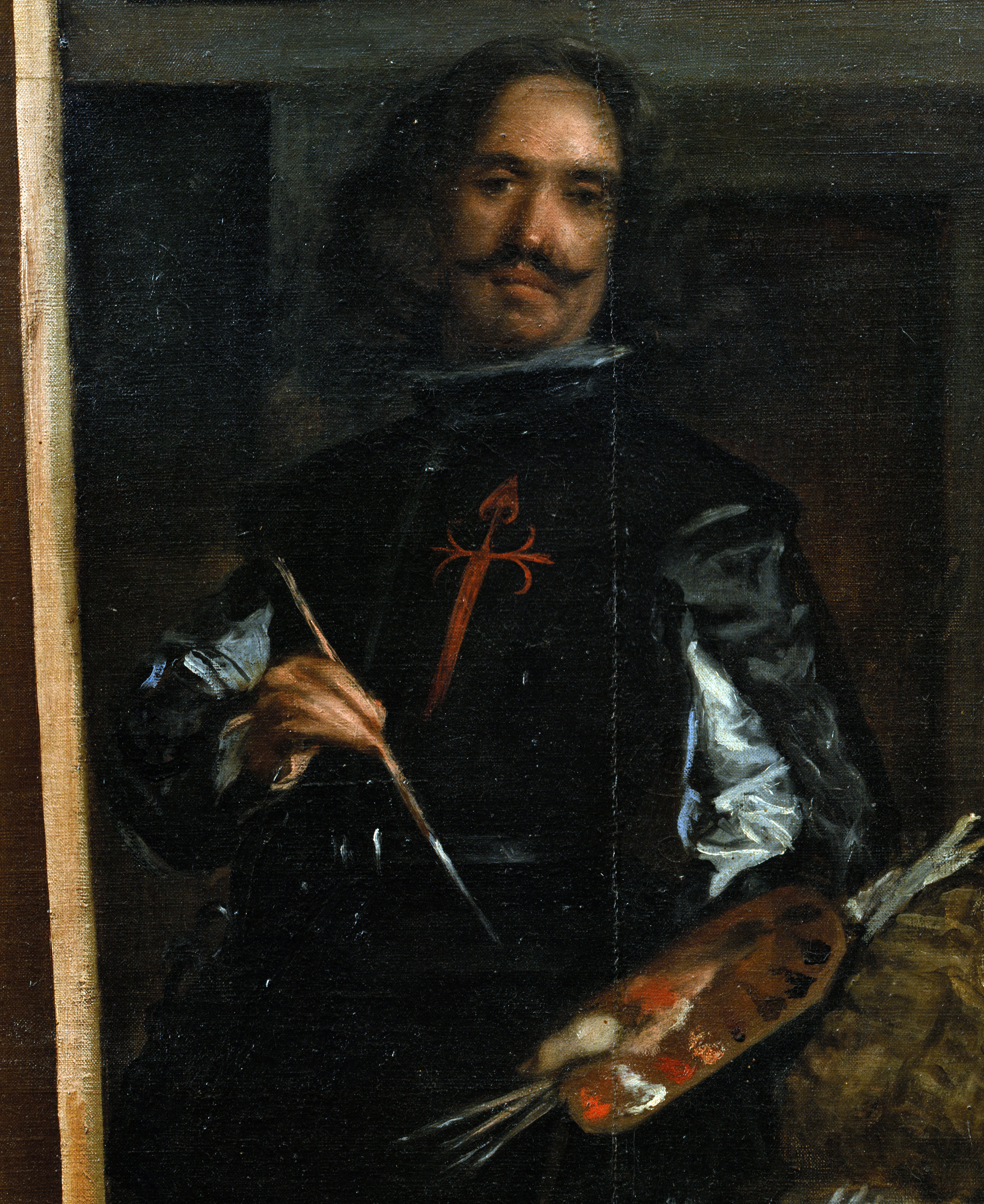
Diego Velázquez 1599-1660 pintor, como Goya, Murillo. Declina boda con Inglaterra. Olivares, cambio falla. Plata americana cae 1640-1/2, 50-2/3, 70-90 %. En Flandes victoria en Breda y contra Inglaterra, derrota contra Francia en Alemania 1648, declive, se pierde Holanda y Portugal 1640 que alía con Inglaterra, que gana en 1655, Jamaica centro de contrabando y piratería. Holanda decae por guerras con Inglaterra y Francia.
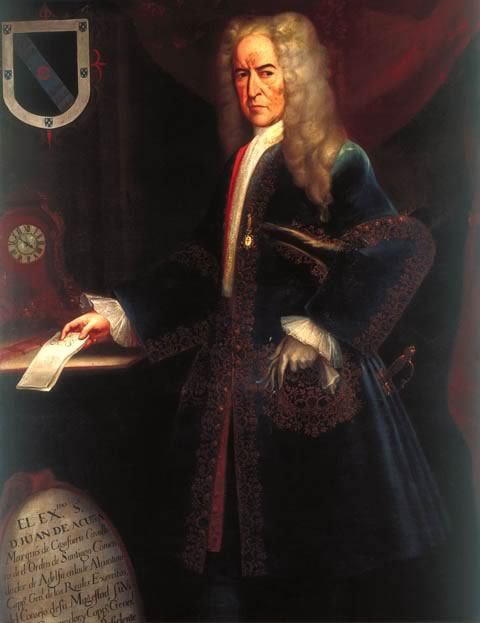
Juan de Acuña 1722 virrey criollo de Nueva España. Rey sin hijos, Carlos rehúsa el pacto, guerra 1701-14, rey Felipe V Borbón, pierde reinos europeos, reforma economía, estado, Armada, mercantilismo; Patiño y Ensenada; recuperación; el rey muere de viruela; sigue la reforma: Fernando VII y Carlos III. Pactos de Familia, guerras fructíferas contra Austria 1º, 2º e Inglaterra 1º, 2º y 3º-EUA. Revolución francesa 1789, e Industrial.
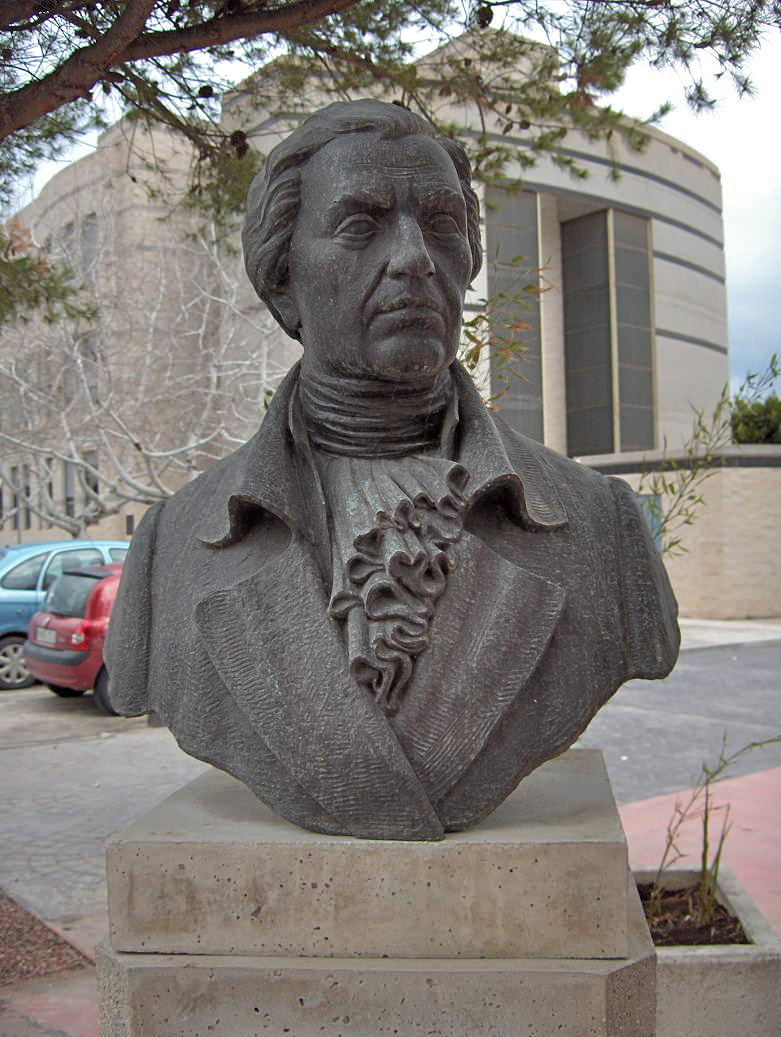
Francisco Javier Balmis 1753-1819 (Alicante), médico militar. Expedición a América contra la viruela en 1803 por orden de Carlos IV. Ocupación francesa en 1807 de España, 1808 Motín de Aranjuez, Napoleón destruye la maquinaria industrial, textil catalana (copia de la Spinning Jenny), altos hornos en Santander, Trubia y Galicia del marqués de Sargadelos en 1793 (y fábrica de cerámica y vidrio), reconstruidas en 1844 La Felguera, 1848 Trubia (Asturias) y 1855 Baracaldo (Vizcaya).
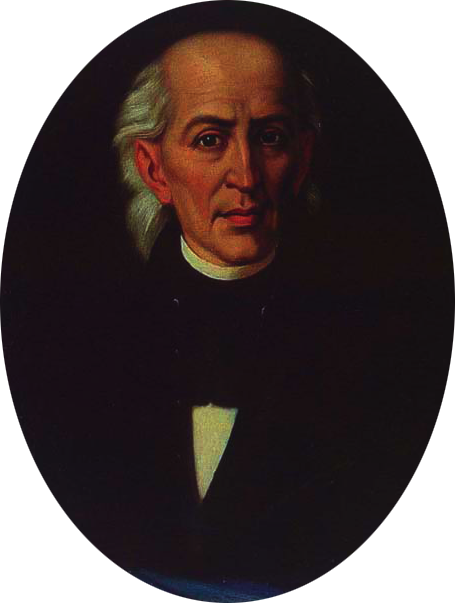
Lideró a los pobres, Miguel Hidalgo y Costilla 1753-1811 (jesuita), en 1810 (con "Mueran los gachupines", como llamaban los españoles criollos a los recién llegados). En 1820 se rebela el capitán masón Rafael del Riego con las primeras tropas destinadas a luchar en América (15 000 veteranos, en América sólo había 4000), obligando al rey a firmar la constitución, es el trienio liberal, las logias masónicas luchan por el poder. En 1820 Portugal lucha contra la ocupación inglesa.
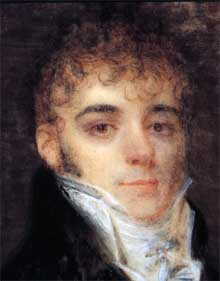
Simón Bolívar 1783-1830, declaración de independencia 19 de abril de 1810, guerra a muerte (entre las reclamaciones testaba no pagar impuestos a España) Legión británica.
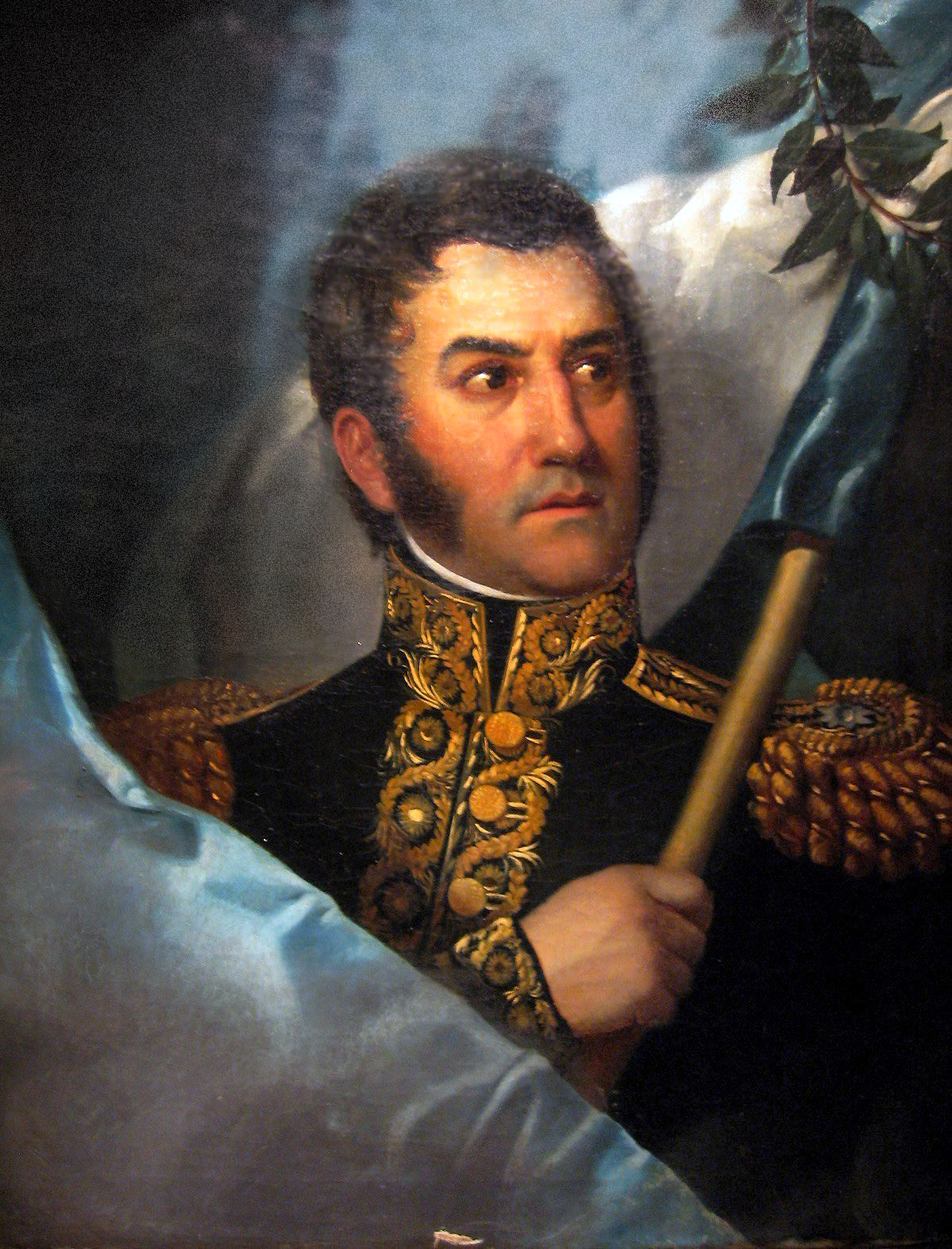
José de San Martín 1778, muere en Francia 1850, Batalla de Ayacucho (Victoria de Ayacucho, o traición de Ayacucho, de lo que se acusó al masón Baldomero Espartero, que con la llegada de los gobiernos liberales y los masones de vuelta al poder, volvió a asumir cargos relevantes). Participó en la batalla de Bailén contra Napoleón, como ayudante del marqués Antonio Malet, siendo la primera derrota de los ejércitos de Napoleón. deuda con Inglaterra comienza en 1824.
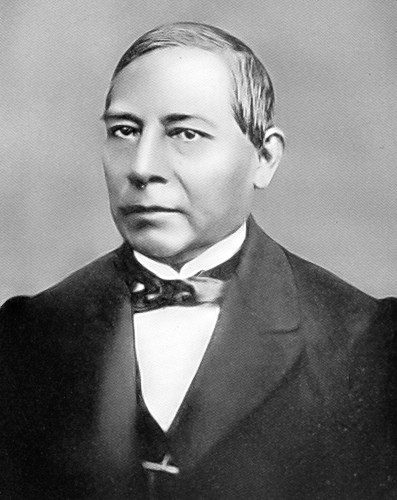
Benito Juárez 1806-1872, primer presidente mestizo, y también masón de México 1858. Firma el polémico Tratado McLane-Ocampo, México como república (mientras otros voluntarios comunistas luchaban por la república, un bisnieto de Juárez llegó a Coronel de Franco). Destaca Manuel Ávila Camacho, Presidente de México que en 1943 llamó a la fundación Rockefeller para inventar en Sonora la revolución verde que permitió sacar al mundo del hambre.
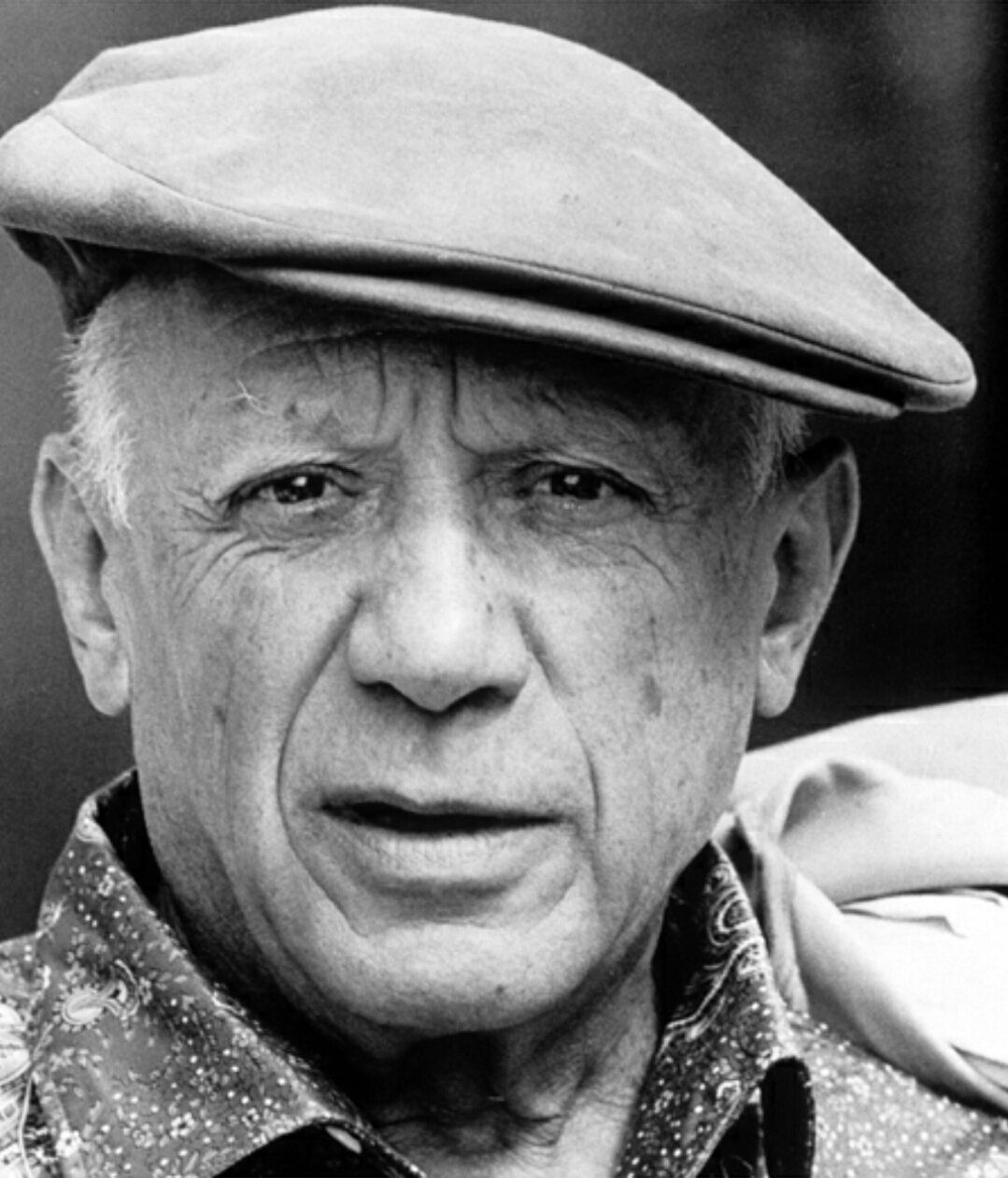
Pablo Picasso 1881-1973, Castelao, Salvador Dalí, Joan Miró, Antoni Gaudí.
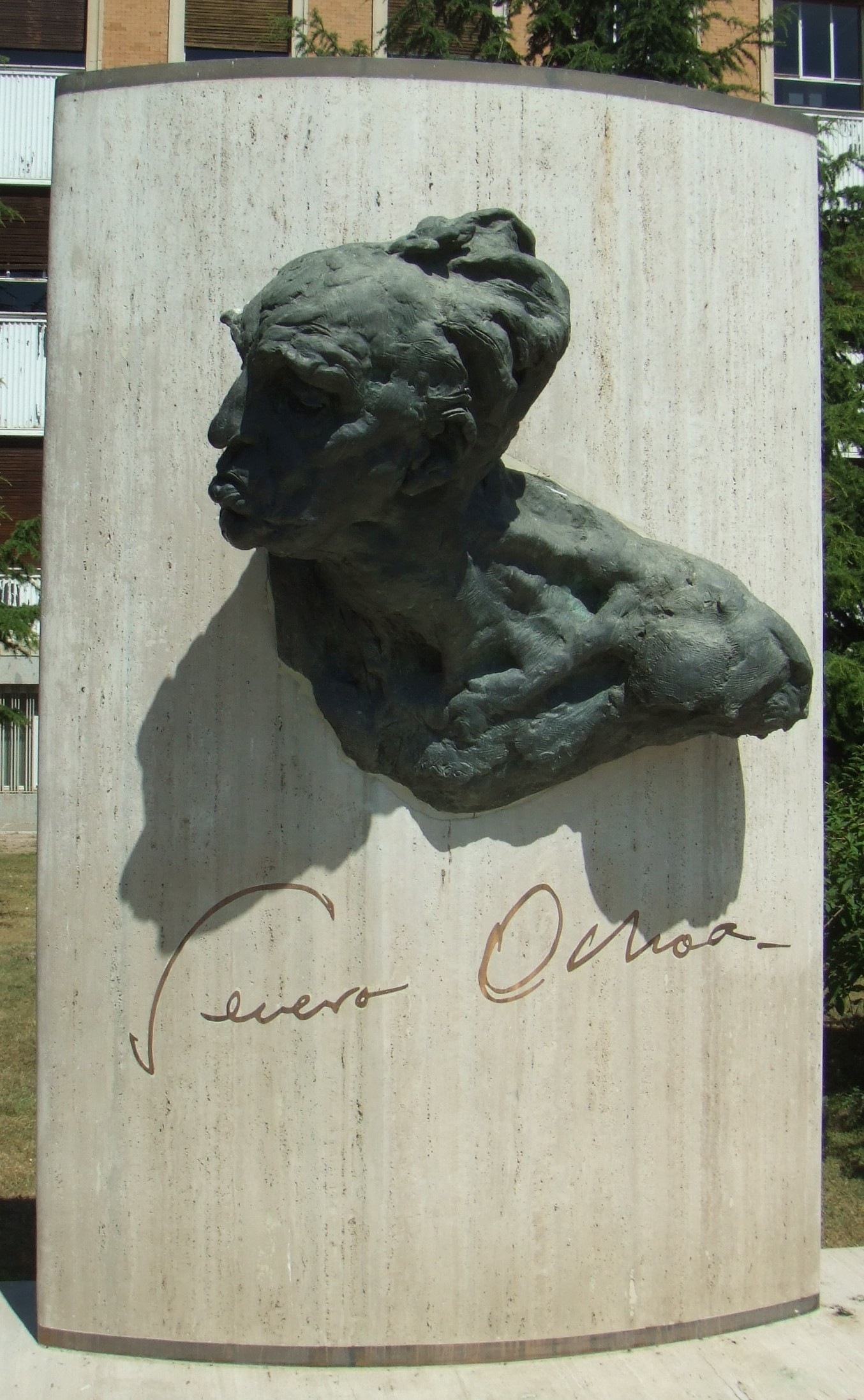
Severo Ochoa 1905-1993, Premio nobel de medicina, descubrimiento de las neuronas y del sistema nervioso. Ictíneo II motorizado liberando O2 Narciso Monturiol, primer submarino tripulado ee Cornelius Drebbel francés. José Ortega y Gasset, Santiago Ramón y Cajal, Leonardo Torres Quevedo.
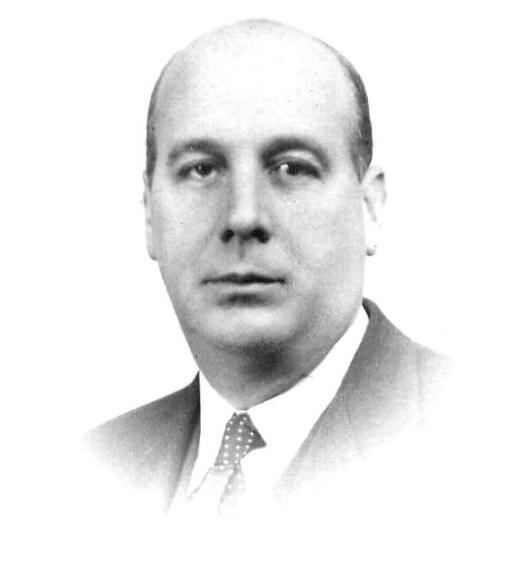
Raúl Pateras Pescara 1890-1966) primer helicóptero, primer aparato funcional Juan de la Cierva (autogiro). primer lanzamiento efectivo de un torpedo Sumergible Peral, Isaac Peral primero con lanzatorpedos a proa (no habrá hasta la Primera Guerra Mundial).
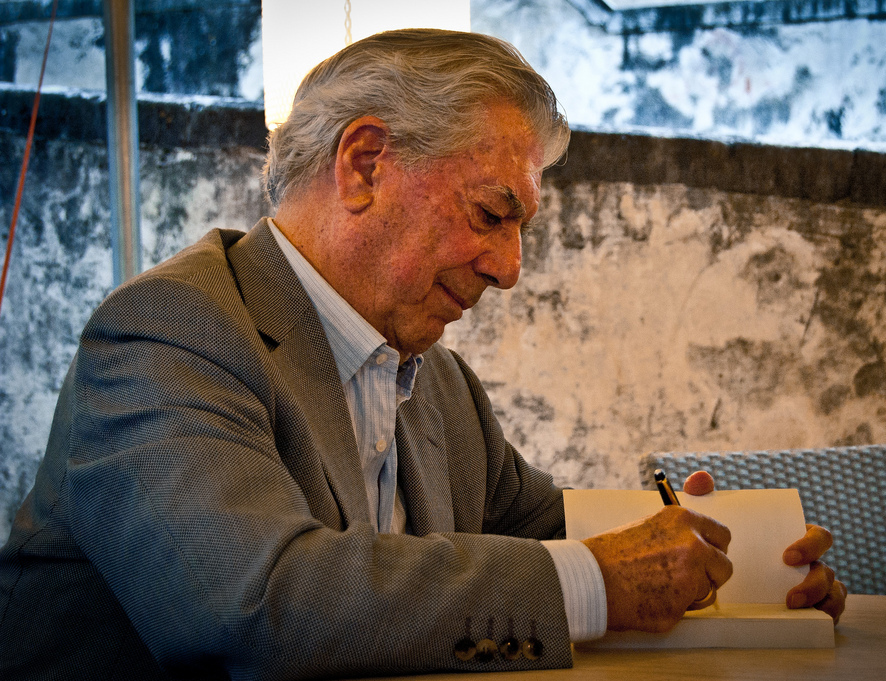
Mario Vargas Llosa Perú 1936, (Premio Nobel y Premio Príncipe de Asturias de las letras), y otros premios Nobel de literatura Gabriel García Márquez, Octavio Paz, Pablo Neruda, Gabriela Mistral, Miguel Ángel Asturias, José Saramago, Gil Vicente, Sá de Miranda.